# Kampania tunezyjska
Kampania tunezyjska (znana również jako bitwa o Tunezję) – seria bitew stoczonych w ówczesnej francuskiej kolonii Tunezji podczas kampanii północnoafrykańskiej II wojny światowej pomiędzy siłami państw Osi i aliantów od 17 listopada 1942 do 13 maja 1943 roku.
Wojska alianckie składały się z brytyjskich sił imperialnych, w tym kontyngentu greckiego, a także korpusów amerykańskich i francuskich. Pomimo początkowych sukcesów sił niemieckich i włoskich, sprowadzonych z Europy, które zajęły Tunezję po sukcesie operacji Torch, skoncentrowane działania mające na celu przechwycenie konwojów zaopatrzeniowych na Morzu Śródziemnym oraz jednoczesne ataki aliantów ze wschodu i zachodu doprowadziły do całkowitej klęski państw Osi. Ponad 260 000 żołnierzy niemieckich i włoskich zostało wziętych do niewoli, a Afrika Korps praktycznie przestał istnieć. Była to największa kapitulacja wojsk Osi od początku II wojny światowej, których utrata znacząco osłabiła możliwości reagowania armii niemieckiej na innych frontach.

## Preludium

### Plany aliantów

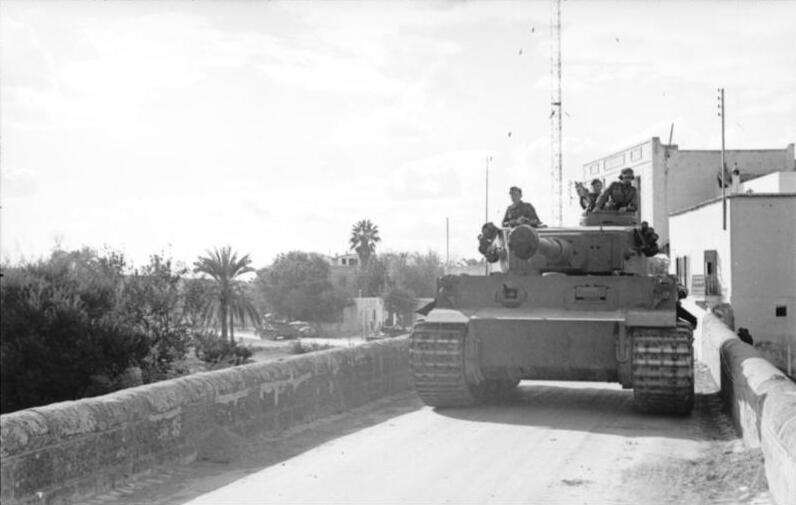
Czołg Tiger w tunezyjskiej wiosce, 1943

Ze względu na geograficzną bliskość Tunezji do Sycylii, alianci spodziewali się, że państwa Osi zajmą ten kraj, gdy tylko dowiedzą się o ich desantach w Algierii w ramach operacji Torch. Aby temu zapobiec, konieczne było jak najszybsze zajęcie Tunezji przez aliantów po lądowaniu w Afryce Północnej. Istniały jednak ograniczenia co do tego, jak daleko na wschód można było przeprowadzić desanty w ramach operacji Torch, ze względu na coraz większą bliskość lotnisk wojsk Osi na Sycylii i Sardynii, na których pod koniec października stacjonowało 298 samolotów niemieckich i 574 włoskie. Wobec tego Algier został zatem wybrany jako najbardziej wysunięte na wschód miejsce lądowania. Zapewniało to powodzenie pierwszej fazy kampanii, pomimo niepewności co do reakcji sił francuskich. Po zabezpieczeniu Algieru, niewielka siła, Wschodnia Grupa Zadaniowa, miała zostać jak najszybciej przerzucona do Tunezji w wyścigu o zajęcie Tunisu, oddalonego o blisko 800 km, po kiepskich drogach w trudnym terenie w czasie deszczowej, afrykańskiej zimy, zanim państwa Osi zdążą zorganizować swoje siły.
Ponieważ jednak planiści musieli założyć najgorszy możliwy scenariusz dotyczący skali oporu sił Francji Vichy w Algierze, konwoje inwazyjne były wypełnione w przeważającej części oddziałami piechoty, które miały stawić czoła silnemu oporowi po wylądowaniu. Oznaczało to, że wyładunek sił mobilnych w Algierze, które miały nacierać na Tunezję, musiał zostać opóźniony. Plany były zatem kompromisem między celami krótko- i długofalowymi, przy czym alianci zdali sobie sprawę, że próba dotarcia do Bizerty i Tunisu drogą lądową, zanim państwa Osi zdołają się tam umocnić, stanowiła ryzyko, uzależnione od zdolności aliackiej marynarki wojennej i sił powietrznych do opóźnienia działań przeciwnika. Alianci, choć przewidzieli możliwość silnego oporu Francuzów wobec swoich desantów, poważnie nie docenili determinacji i szybkości interwencji państw Osi w Tunezji.
Po rozpoczęciu operacji Torch, pomimo jednoznacznych raportów wywiadowczych dotyczących reakcji przeciwnika, alianci działali bardzo powoli. Dopiero prawie dwa tygodnie po lądowaniu opracowano plany dla sił powietrznych i morskich mające na celu przechwycenie konwojów morskich Osi płynących do Tunisu. Pod koniec listopada na Malcie zreorganizowano morską grupę zadaniową Force K, w skład której weszły trzy krążowniki i cztery niszczyciele, a w Bône utworzono Force Q, w skład której z kolei weszły trzy krążowniki i dwa niszczyciele. W listopadzie nie zatopiono żadnego statku Osi płynącego do Tunisu, ale alianckie siły morskie odniosły pewien sukces na początku grudnia, zatapiając siedem wrogich transportowców. Stało się to jednak zbyt późno, aby wpłynąć na przebieg walk na lądzie, ponieważ do Tunezji przybyły już czołgi niemieckiej 10 Dywizji Pancernej. Aby przeciwdziałać zagrożeniu na morzu, konwoje Osi przestawiono na tryb dzienny, co pozwalało na ich ochronę z powietrza, jednocześnie pozbawiając aliantów przewagi wynikającej z wykorzystywania radarów w nocnych walkach nad morzem. Nocne konwoje wznowiono po zakończeniu rozbudowy nawodnych pól minowych, co poważnie ograniczyło działania Force K i Force Q.

### Tunezja

Czerwone linie zaznaczają główne ruchy wojsk w Tunezji podczas kampanii 1942–1943

Mówi się, że Tunezja ma kształt przypominający ciężarną kobietę, z północną i większą częścią wschodniej granicy („głową” i „brzuchem”) opartymi na wybrzeżu Morza Śródziemnego. Większość zachodniej granicy lądowej z Algierią przebiega po wschodniej linii gór Atlas, które ciągną się od atlantyckiego wybrzeża Maroka, 1900 km na wschód do Tunisu. Ten odcinek granicy jest łatwy do obrony dzięki niewielkiej liczbie przełęczy przecinających dwie linie gór biegnących z północy na południe. Na południu niższe pasmo górskie ogranicza dostęp do wąskiej przełęczy, zwróconej ku Libii od wschodu, między wzgórzami Matmata a wybrzeżem. Francuzi zbudowali wcześniej wzdłuż równiny ciąg umocnień obronnych o szerokości 20 km i głębokości 30 km, znany jako linia Mareth, aby bronić się przed spodziewaną włoską inwazją z Libii.
Tylko na północy teren sprzyjał atakowi; tutaj góry Atlas kończą się w pobliżu wschodniego wybrzeża, pozostawiając duży obszar na północno-zachodnim wybrzeżu bez ochrony. Linie obronne na północy mogły stawić czoła nadciągającym siłom, podczas gdy linia Mareth zabezpieczała południe. Pomiędzy nimi istniało tylko kilka łatwych do obrony przełęczy przez góry Atlas. Tunezja ma dwa duże porty głębokowodne w Tunisie i Bizercie, zaledwie kilkaset kilometrów od włoskich baz zaopatrzeniowych na Sycylii. Statki mogły dostarczać do Tunezji zaopatrzenie nocą, z dala od patroli RAF-u, i wracać następnej nocy, podczas gdy do Libii można było dotrzeć tylko w ciągu dnia, co narażało operacje zaopatrzeniowe na ataki powietrzne. Zdaniem Adolfa Hitlera, Tunezja mogła być utrzymywana w nieskończoność, co znacznie pokrzyżowałoby plany aliantów w Europie.

### Wyścig do Tunisu

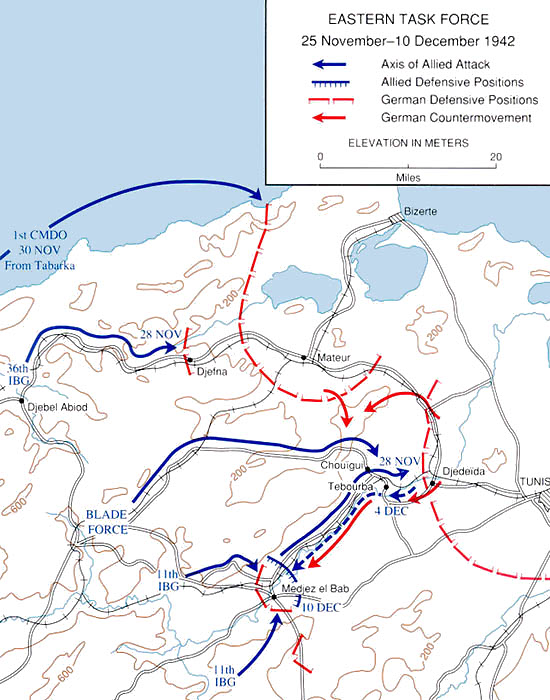
Operacje kampanii tunezyjskiej od 25 listopada do 10 grudnia 1942

Do 10 listopada francuski opór wobec lądowania w ramach operacji Torch ustał, tworząc próżnię militarną w Tunezji. Brytyjska 1 Armia (gen. por. Kenneth Anderson) otrzymała rozkaz natychmiastowego wysłania drogą morską na wschód 36 Grupy Brygadowej Piechoty, która stanowiła dotąd rezerwę czekającą na morzu na czas lądowania w Algierze, aby zająć algierskie porty Bougie, Philippeville i Bône oraz lotnisko w Dżidżalu, przygotowując się do wkroczenia do Tunezji. Połączone Dowództwo Szefów Sztabów zdecydowało, że biorąc pod uwagę dostępne siły, plan Torch nie będzie uwzględniał lądowań w pobliżu Tunezji. Anderson musiał szybko przemieścić swoje ograniczone siły na wschód, zanim wojska Osi będą mogli wzmocnić Tunezję, ale alianci dysponowali tylko dwiema grupami brygadowymi oraz dodatkowymi siłami pancernymi i artylerią do ataku.
Francuski gubernator Tunezji, adm. Jean-Pierre Esteva, obawiał się wsparcia aliantów i sprzeciwienia się państwom Osi, dlatego nie zamknął lotnisk dla żadnej ze stron. Niemcy ruszyli pierwsi: do 9 listopada pojawiły się doniesienia o 40 niemieckich samolotach przylatujących do Tunisu, a do 10 listopada rozpoznanie lotnicze zgłosiło już 100 samolotów. Dwa dni później uruchomiono most powietrzny, po którym przetransportowano ponad 15 000 ludzi i 581 ton zaopatrzenia, a statki przywiozły przez morze 176 czołgów, 131 dział, 1152 inne pojazdy i 13 000 ton zaopatrzenia. Do końca miesiąca przybyły trzy niemieckie dywizje, w tym 10 Dywizja Pancerna, oraz dwie włoskie dywizje piechoty. Gen. Walther Nehring objął dowództwo nad XC Korpusem Armijnym 12 listopada i przybył do Afryki 17 listopada. Dowódca wojsk francuskich w Tunezji, gen. Georges Barré, przemieścił wojska w góry na zachodzie Tunezji i utworzył linię obronną z Téboursouku przez Medjez el-Bab.
Istniały dwie drogi z Algierii na wschód do Tunezji. Plan aliantów zakładał natarcie tymi dwiema trasami i zdobycie Bizerty oraz Tunisu. 11 listopada brytyjska 36 Brygada Piechoty wylądowała bez oporu w Bougie, ale braki w zaopatrzeniu opóźniły jej przybycie do Dżidżalu do 13 listopada. Lotnisko w Bône zostało zajęte po zrzucie spadochronowym brytyjskiego 3. batalionu powietrznodesantwego, a następnie 12 listopada 6. kompania komandosów zajęła port. Przednie straże 36 Brygady Piechoty dotarły do Tabarki 15 listopada, a do Dżebel Abiod 18 listopada, gdzie nawiązały kontakt z siłami Osi. Dalej na południe, 15 listopada, amerykański batalion spadochronowy dokonał zrzutu w Youks-les-Bains, zdobył lotnisko i 17 listopada ruszył na lotnisko w Gafsie.

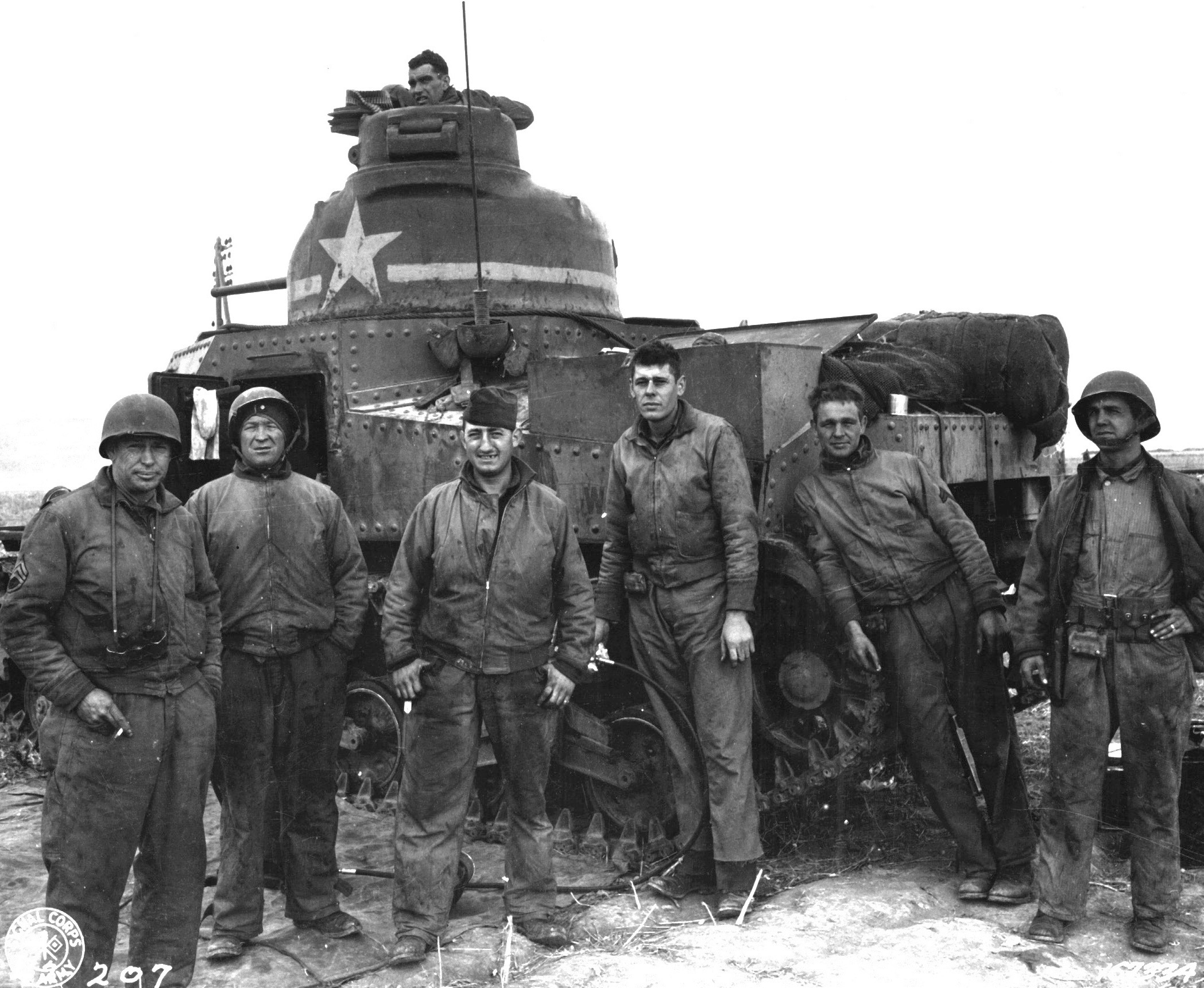
Amerykańska załoga czołgu M3 Lee w Souk el Arba, 23 listopada 1942

19 listopada Nehring zażądał umożliwienia przejścia swoich sił przez most w Medjez, ale Barré odmówił. Niemcy zaatakowali dwukrotnie i zostali odparci, ale francuski sukces okazał się kosztowny, a Francuzi, pozbawieniu broni pancernej i artylerii, ostatecznie musieli się wycofać. Część sił francuskich, takich jak te dowodzone przez Barrégo, spontanicznie przyłączyły się do aliantów, ale ogólna postawa sił Vichy pozostawała niepewna aż do 22 listopada, kiedy to układ podpisany przez adm. François Darlana oficjalnie umieścił Francuską Afrykę Północną po stronie aliantów. Pozwoliło to siłom amerykańskim i brytyjskim, które zabezpieczały Algierię, na natychmiastowe przejście na front. Jednak do tego czasu państwa Osi rozmieściły już cały korpus w Tunezji i pod niemal każdym względem przewyższały tam aliantów liczebnie. Dwie alianckie grupy brygadowe nacierały odpowiednio w kierunku Dżebel Abiod i Béji. Luftwaffe, zadowolona z lokalnej przewagi powietrznej, w czasie gdy samoloty alianckie musiały latać z relatywnie odległych baz w Algierii, nękała obie formacje przez całą drogę. 17 listopada, tego samego dnia, w którym Nehring przybył do Afryki, czołowe oddziały brytyjskiej 36 Brygady na północnej drodze pod Dżebel Abiod napotkały mieszane siły złożone z 17 czołgów i 400 spadochroniarzy z działami samobieżnymi. Niemieccy spadochroniarze, wspierani przez samoloty Luftwaffe i włoskie wsparcie ogniowe od 1 Dywizji Piechoty „Superga”, zniszczyli 11 czołgów, ale ich natarcie zostało zatrzymane, a walki pod Dżebel Abiod trwały dziewięć dni. 22 listopada czołgi włoskiej L Brygady Specjalnej zmusiły amerykańskich spadochroniarzy do opuszczenia Gafsy. Dwie kolumny alianckie skoncentrowały się w Dżebel Abiod i Béji, przygotowując się do ataku 24 listopada. 36 Brygada miała nacierać z Dżebel Abiod w kierunku Mateur, a 11 Brygada miała przemieścić się w dół doliny rzeki Madżarda, aby zdobyć Majaz al Bab Medjez el Bab, a następnie Tebourbę, Dżedeidę i Tunis. Blade Force, pułkowa grupa pancerna złożona z lekkich czołgów M3 Stuart z armatami 37 mm i samobieżnych dział przeciwpancernych M3 GMC kal. 75 mm, miała uderzyć w kierunku Sidi Nsir drogami lokalnymi w luce między dwiema brygadami piechoty i przeprowadzić ataki flankujące na Tebourbę i Dżedeidę.

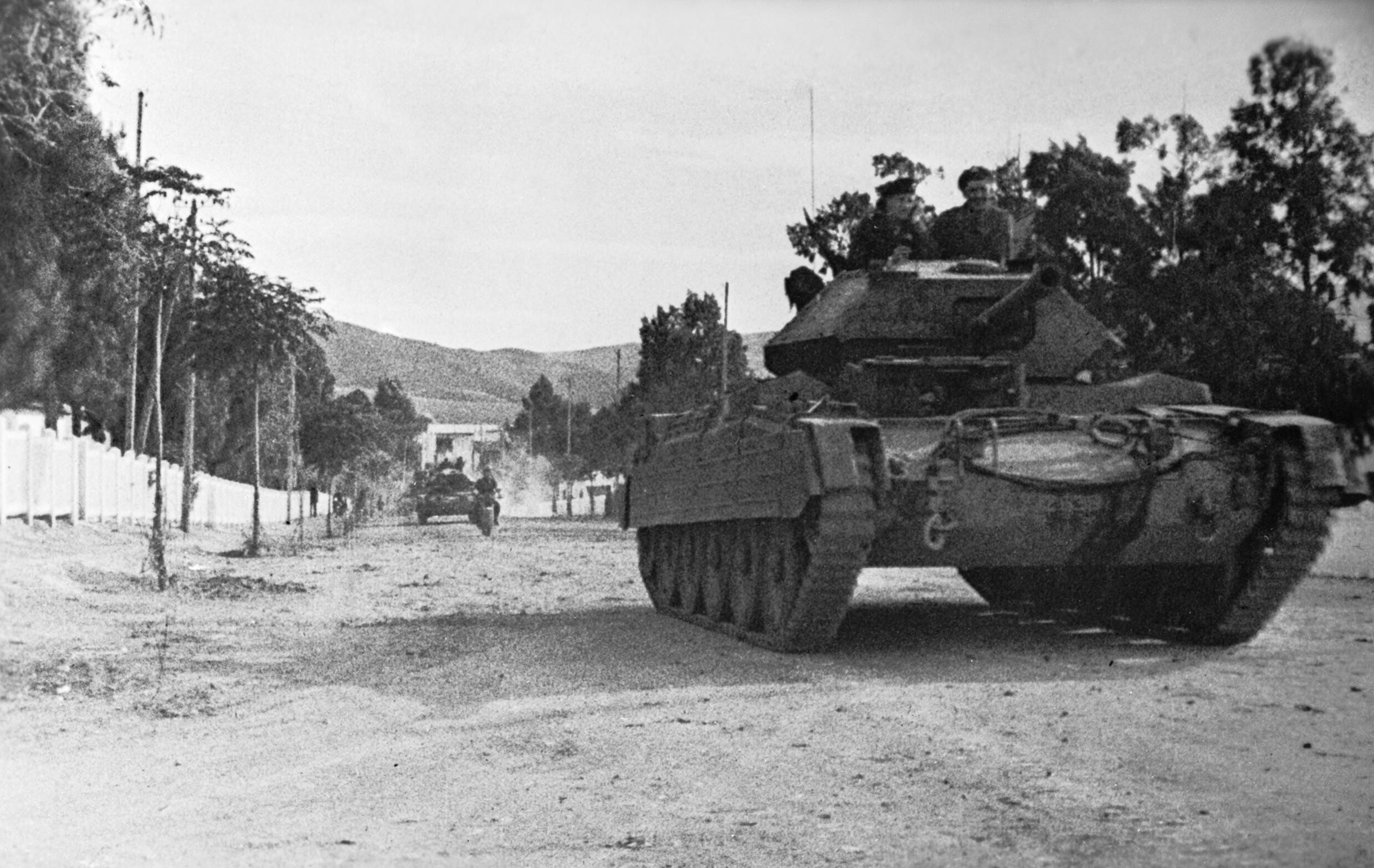
Czołgi Crusader Mk III w Tunezji, 31 grudnia 1942

Atak na północy nie doszedł do skutku, ponieważ ulewne deszcze spowolniły rozbudowę sił. Na południu 11 Brygada została zatrzymana przez silny opór w Medjez. Blade Force przeszedł przez Sidi Nsir, aby dotrzeć do przełęczy Chouigui, na północ od Tebourby. Część Stuartów ze Szwadronu B oddziału Blade Force przedostała się za linie Osi do nowo uruchomionej bazy lotniczej w Dżedeidzie po południu i zniszczyła ponad 20 samolotów Osi, ale z powodu braku wsparcia piechoty wycofała się do Chouigui. Niedostatecznie liczebnie obsadzone szwadrony czołgów i trzy pojazdy M3 GMC otrzymały rozkaz utrzymania przełęczy przeciwko mieszanej jednostce Osi, złożonej z czołgów Panzer III i Panzer IV oraz niewielkiemu włoskiemu oddziałowi zwiadowczemu, liczącemu łącznie około 15 czołgów. Frontalne ataki GMC i Stuartów były nieskuteczne, powodując utratę 12 czołgów, ale pozwoliły na atak od tyłu Szwadronu B, ostrzeliwującego słabsze tylne pancerze niemieckich czołgów. Niemiecki dowódca, przekonany, że napotkał znacznie większe siły, wycofał się. Atak Blade Force zaskoczył Nehringa, który zdecydował się wycofać z Medjez i wzmocnić Dżedeidę, zaledwie 30 km od Tunisu. Opóźniony atak 36 Brygady rozpoczął się 26 listopada, lecz Amerykanie wpadli w zasadzkę, a prowadzący batalion stracił 149 żołnierzy. Dalsze ataki zostały odparte przez sprytnie zaplanowane, wzajemnie powiązane linie obrony. 1. kompania komandosów wylądował 23 km na zachód od Bizerty 30 listopada, aby oskrzydlić pozycję w Dżefnie, ale poniósł porażkę i dołączył do 36 Brygady 3 grudnia. Pozycja pozostała w rękach niemieckich do ostatnich dni walk w Tunezji następnej wiosny.
Wczesnym rankiem 26 listopada, gdy Niemcy się wycofywali, 11 Brygada zdołała bez przeszkód wkroczyć do Medjez i pod koniec dnia zajęła pozycje w okolicach Teburby, którą Niemcy ewakuowali w ramach przygotowań do natarcia na Dżedeidę. Jednak 27 listopada Niemcy zaatakowali z impetem. 11 Brygada próbowała odzyskać inicjatywę wczesnym rankiem 28 listopada, atakując lotnisko w Dżedeidzie z pomocą amerykańskich czołgów, ale poniosła porażkę. 29 listopada Dowództwo Bojowe B amerykańskiej 1 Dywizji Pancernej skoncentrowało się na ataku planowanym na 2 grudnia, w porozumieniu z Blade Force. Zostało ono jednak powstrzymane przez kontratak Osi, dowodzony przez gen. mjr. Wolfganga Fischera, którego 10 Dywizja Pancerna właśnie przybyła do Tunezji. Wieczorem 2 grudnia Blade Force zostało wycofane, pozostawiając 11 Brygadę i siły Dowództwa Bojowego B do oparcia ataku Osi. Atak ten groził odcięciem 11 Brygady i przebiciem się na tyły aliantów, ale desperackie walki trwające cztery dni opóźniły postępy wojsk Osi i umożliwiły kontrolowany odwrót na wzniesienia po obu stronach rzeki na zachód od Tebourby.
Siły alianckie początkowo wycofały się o ok. 10 km na wzniesienia nazwane przez aliantów Longstop Hill (w pobliżu Dżebel el Ahmera) i Bou Aoukaz po obu stronach rzeki. Obawy o podatność tej pozycji na ataki flankujące skłoniły do dalszego odwrotu na zachód. Pod koniec 10 grudnia jednostki alianckie zajęły linię obronną na wschód od Medjez el Bab. Rozpoczęły tam przygotowania do kolejnego ataku, które doprowadziły do wzrostu liczebności sił alianckich do 54 000 żołnierzy brytyjskich, 73 800 amerykańskich i 7000 francuskich. Dane wywiadowcze w tym samym czasie szacowały siły Osi na ok. 125 000 żołnierzy sił bojowych i 70 000 na tyłach, głównie Włochów. Główny atak rozpoczął się po południu 22 grudnia. Pomimo deszczu i niewystarczającego wsparcia powietrznego, siłom Osi udało się posunąć naprzód przez niższe grzbiety 270-metrowego wzgórza Longstop, które górowało nad korytarzem rzecznym z Medjez do Tebourby, a stamtąd do Tunisu. Po trzech dniach zaciętych walk, z kończącą się amunicją i siłami Osi zajmującymi sąsiednie wzniesienia, pozycja Longstop stała się nie do utrzymania, wobec czego alianci zostali zmuszeni do wycofania się do Medjez. Do 26 grudnia alianci wycofali się na linię, z której wyruszyli dwa tygodnie wcześniej, tracąc przez ten czas 20 743 żołnierzy.

### Zmiany w dowództwie
Nehring, uważany przez większość niemieckich żołnierzy za doskonałego dowódcę, nieustannie doprowadzał swoich przełożonych do furii ich otwartą krytyką. Został więc zastąpiony, gdy dowództwo XC Korpusu Armijnego przemianowano na 5 Armię Pancerną, a 8 grudnia gen. płk Hans Jürgen von Arnim przybył bez zapowiedzi, aby przejąć dowództwo. Nowa armia składała się z kompozytowej grupy bojowej von Broicha w rejonie Bizerty, 10 Dywizji Pancernej w centrum na przedpolu Tunisu oraz włoskiej 1 Dywizji Piechoty „Superga” na południowej flance, lecz Hitler zapowiedział Arnimowi, że armia zostanie rozszerzona do trzech dywizji zmechanizowanych i trzech zmotoryzowanych. Alianci próbowali zapobiec rozbudowie sił Osi w Tunezji, wykorzystując znaczne siły powietrzne i morskie, ale Tunis i Bizerta znajdowały się zaledwie 190 km od portów i lotnisk zachodniej Sycylii, 290 km od Palermo i 480 km od Neapolu, co znacznie utrudniało przechwytywanie transportów Osi, chronionych przez silną osłonę powietrzną. Od połowy listopada 1942 do stycznia 1943 roku w Tunisie i Bizercie znajdowało się 243 000 żołnierzy, a 870 000 ton zaopatrzenia i sprzętu dotarło do Tunezji drogą morską i powietrzną.
Generał Dwight Eisenhower przerzucał kolejne jednostki z Maroka i Algierii na wschód, do Tunezji. Na północy brytyjska 1 Armia w ciągu następnych trzech miesięcy otrzymała trzy kolejne dywizje: 1., 4. i 46 Dywizję Piechoty, które dołączyły do 6 Dywizji Pancernej i 78 Dywizji Piechoty. Pod koniec marca dowództwo IX Korpusu (gen. por. John Crocker) przybyło, aby dołączyć do brytyjskiego V Korpusu (gen. por. Charles Allfrey) w dowodzeniu rozbudowaną armią. Na ich prawym skrzydle formowała się baza złożonego z dwóch dywizji francuskiego XIX Korpusu (gen. Alphonse Juin).
Na południu znajdował się amerykański II Korpus (gen. mjr Lloyd Fredendall), składający się z 1. i 34 Dywizji Piechoty oraz 1 Dywizji Pancernej (chociaż 34 Dywizja była przyłączona do brytyjskiego IX Korpusu na północy). Giraud odmówił podporządkowania francuskiego XIX Korpusu brytyjskiej 1 Armii, więc wraz z amerykańskim II Korpusem pozostały one pod bezpośrednią kontrolą Kwatery Głównej Sił Alianckich (AFHQ). Zbudowano nowe wysunięte lotniska, aby usprawnić wsparcie powietrzne.

## Kasserine

### Przed bitwą

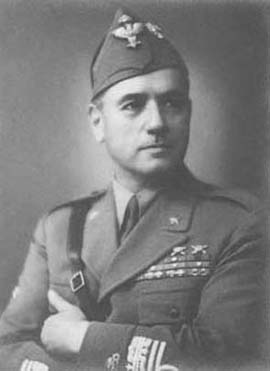
Włoski generał (później marszałek) Giovanni Messe

W pierwszej połowie stycznia gen. Anderson, z mieszanymi rezultatami, utrzymywał stałą presję na przeciwnika poprzez ograniczone ataki i rozpoznanie walką. Arnim zrobił to samo i 18 stycznia rozpoczął operację Eilbote I („Kurier I”). Elementy 10 Dywizji Pancernej i 334 Dywizji Piechoty zaatakowały z Pont du Fahs, aby stworzyć więcej miejsca przed Dywizją „Superga” i zapobiec alianckiemu natarciu na wschód, na wybrzeże w Enfidaville, aby odciąć linie komunikacyjne Osi. Natarcie na zachód przeciwko prawemu skrzydłu brytyjskiego V Korpusu w Bou Arada nie odniosło większego efektu, ale dalej na południe jego atak na pozycje francuskie wokół „zawiasu” Zachodniego i Wschodniego Dorsalu zakończył się sukcesem, posuwając się 56 km na południe do Ousseltii i 40 km na południowy zachód do Robaa. Słabo wyposażeni obrońcy stawiali skuteczny opór, ale zostali przytłoczeni, a siły odpowiadające siedmiu batalionom piechoty zostały odcięte w górach. Anderson wysłał 36 Brygadę do Robaa i poprosił Fredendalla o wysłanie Dowództwa Bojowego B z 1 Dywizji Pancernej do Ousseltii, które miało przejść pod rozkazy Juina po przybyciu na miejsce. Zacięte walki trwały do 23 stycznia, ale front został ustabilizowany.
Wyraźny brak koordynacji ze strony aliantów skłonił Eisenhowera do zmiany struktury dowodzenia. 21 stycznia Anderson został obarczony odpowiedzialnością za koordynację całego frontu, a 24 stycznia jego obowiązki rozszerzono o „rozmieszczenie wojsk amerykańskich”. Tej nocy Juin przyjął dowództwo od Andersona, potwierdzone przez Girauda następnego dnia, ale z powodu rozproszenia sił na froncie o długości 320 km i słabej komunikacji (Anderson przejechał ponad 1600 km w ciągu czterech dni, aby porozmawiać z dowódcami korpusów) trudności nie zostały rozwiązane. Eisenhower mianował dowódcę wsparcia powietrznego aliantów, gen.-bryg. Laurence’a S. Kutera, na obszar całego frontu 21 stycznia.
Feldmarszałek Erwin Rommel zaplanował, aby siły wycofujące się przez Libię okopały się przed opuszczonymi francuskimi fortyfikacjami linii Mareth. Siły Osi miały kontrolować dwa naturalne wejścia do Tunezji na północy i południu, a między nimi znajdowały się jedynie łatwe do obrony przełęcze górskie. W styczniu elementy niemiecko-włoskiej Armii Pancernej na pozycjach linii Mareth zostały przemianowane na włoską 1 Armię (gen. Giovanni Messe), oddzieloną od jednostek (w tym pozostałości Afrika Korps) skierowanych na Zachodni Dorsal. 23 stycznia 1943 roku brytyjska 8 Armia zdobyła Trypolis, w tym momencie armia wycofująca się przez Libię była już w drodze na linię Mareth. Część amerykańskiego II Korpusu przedostała się do Tunezji przez przełęcze w górach Atlas od strony Algierii, kontrolując wnętrze trójkąta utworzonego przez góry. Ich pozycja stwarzała możliwość natarcia na wschód w kierunku Sfax na wybrzeżu, aby odciąć włoską 1 Armię pod Mareth od sił Arnima na północy, wokół Tunisu. Rommel nie mógł na to pozwolić i opracował plan ataku wyprzedzającego.

### Bitwa o Sidi Bou Zid

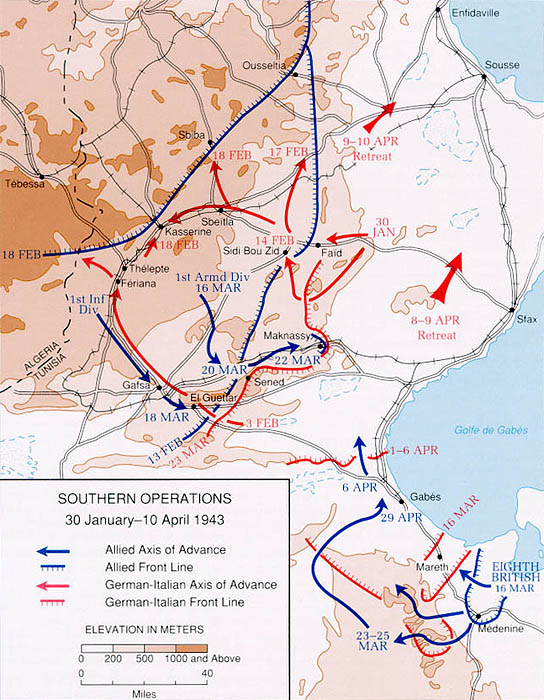
Działania 8 Armii, 30 stycznia – 10 kwietnia 1943

30 stycznia 1943 roku niemiecka 21 Dywizja Pancerna i trzy włoskie dywizje z 5 Armii Pancernej starły się z siłami francuskimi w pobliżu Faïd, głównej przełęczy wiodącej ze wschodniego ramienia gór na równiny nadbrzeżne. Fredendall nie odpowiedział na francuską prośbę o wysłanie posiłków w postaci czołgów 1 Dywizji Pancernej i po desperackim oporze niedostatecznie wyposażeni francuscy obrońcy zostali pokonani. Zorganizowano kilka kontrataków, w tym opóźniony atak wykonany przez Dowództwo Bojowe B amerykańskiej 1 Dywizji Pancernej, ale wszystkie te słabo zorganizowane ataki zostały z łatwością odparte przez siły Arnima, które w tym czasie utworzyły silne pozycje obronne. Po trzech dniach siły alianckie zostały zmuszone do wycofania się na równiny w głębi lądu, aby utworzyć nową wysuniętą linię obronną w małym miasteczku Sbeitla.
W ramach operacji Frühlingswind („wiosenny wiatr”), Arnim wydał rozkaz czterem grupom pancernym, które 14 lutego wyruszyły w kierunku Sidi Bou Zid, obszaru obsadzanego przez 168 Pułkową Grupę Bojową 34 Dywizji Piechoty oraz Dowództwo Bojowe A 1 Dywizji Pancernej. Kondycja obrońców była słaba, a ich siły rozproszone, uniemożliwiając im wzajemne wsparcie. Do 15 lutego siły Dowództwa Bojowego A zostały poważnie nadszarpnięte, pozostawiając jednostki piechoty odizolowane na szczytach wzgórz. Dowództwo Bojowe C otrzymało rozkaz przejścia na przełaj, aby odciążyć Sidi Bou Zid, ale zostało odparte z dużymi stratami. Do wieczora 15 lutego trzy grupy bojowe Osi zdołały skierować się w stronę Sbeitli, 32 km na północny zachód. Po odepchnięciu resztek Dowództwa Bojowego A i C, grupy bojowe Osi zostały zaatakowane przez Dowództwo Bojowe B przed Sbeitlą. Dzięki wsparciu powietrznemu, Dowództwa Bojowe B utrzymało się przez cały dzień. Jednak wsparcia powietrznego nie udało się utrzymać i obrońcy Sbeitli zostali zmuszeni do wycofania się do południa 17 lutego.
Na południu, w ramach operacji Morgenluft („poranne powietrze”), grupa bojowa wydzielona z włoskiej 1 Armii, złożona z resztek Afrika Korps pod dowództwem Karla Bülowiusa, posuwała się w kierunku Gafsy o zmierzchu 15 lutego, zastając miasto opustoszałe. Było to częścią odwrotu mającego na celu skrócenie frontu alianckiego i ułatwienie reorganizacji sił, obejmującej wycofanie francuskiego XIX Korpusu w celu jego doposażenia. Amerykański II Korpus wycofał się na linię Dernaia – Kasserine – Gap – Sbiba, a XIX Korpus na ich lewym skrzydle opuścił Wschodnią Przełęcz Dorsal, aby dostosować się do ich pozycji. Po południu 17 lutego wojska Rommla zajęły Ferianę i Thélepte (około 24 km na południowy zachód od Kasserine), wymuszając rankiem 18 lutego ewakuację lotniska w Thélepte, głównej bazy lotniczej w południowym sektorze brytyjskiej 1 Armii.

### Bitwa o przełęcz Kasserine

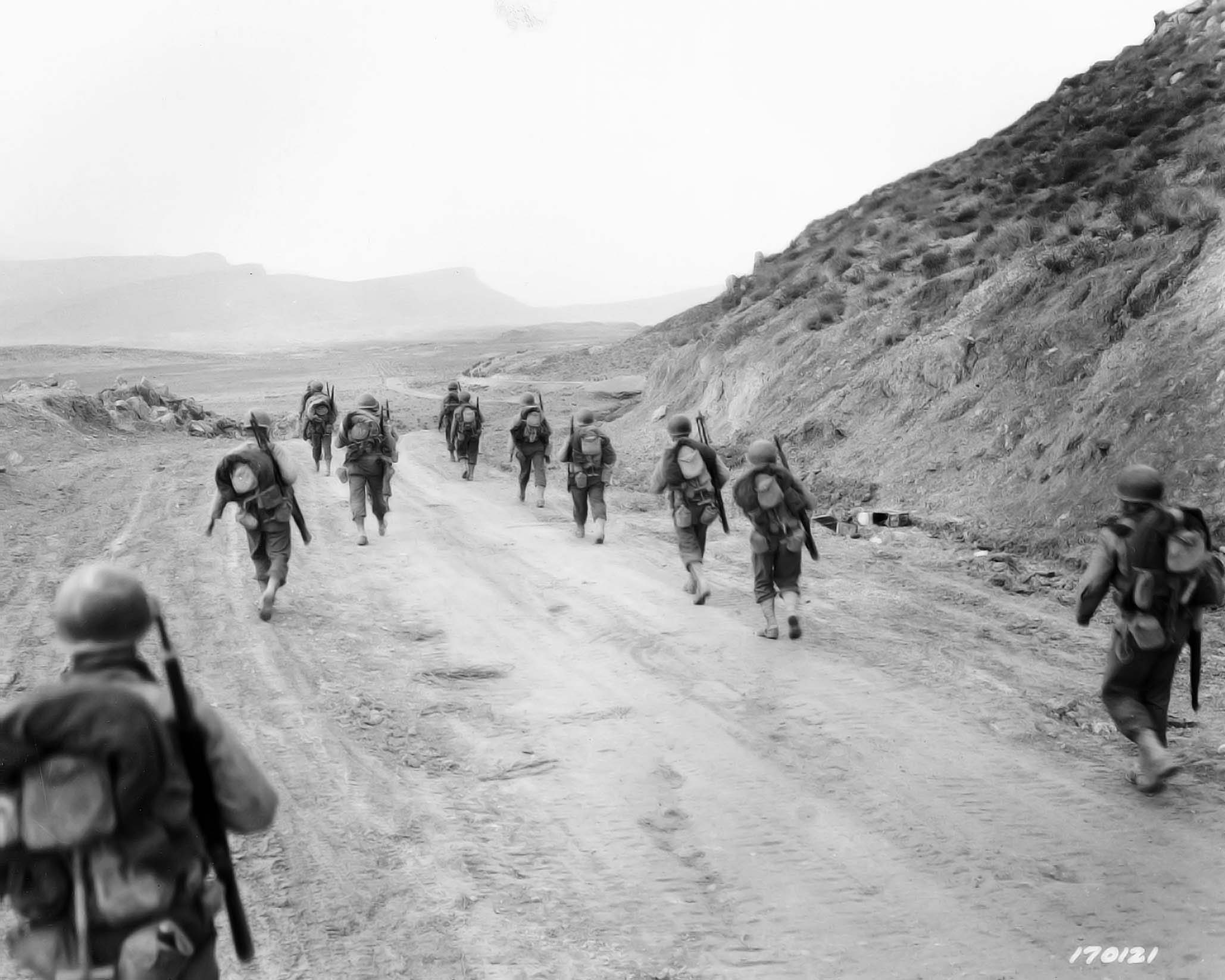
Amerykańskie wojska przemierzające przełęcz Kasserine

Generał Vittorio Ambrosio, nowy dowódca Comando Supremo, planował wysłać dodatkowych 10 000 żołnierzy niemieckich do Tunisu, ale decyzja nigdy nie zapadła z powodu niewystarczających zasobów włoskiej marynarki. Pomijając niespełnione obietnice Kesselringa, Ambrosio wiedział, że nawet przy niemieckim wsparciu włoska obrona nie będzie w stanie się utrzymać. Po dalszych dyskusjach Comando Supremo wydało 19 lutego rozkaz Rommelowi, aby zaatakował przez przełęcze Kasserine i Sbibę w kierunku Thali i Le Kef, aby zagrozić flance 1 Armii. Pierwotna propozycja Rommla zakładała ograniczony, ale skoncentrowany atak przez Kasserine, aby stawić czoła siłom II Korpusu w Tebesie i zdobyć niezbędne zaopatrzenie z tamtejszych amerykańskich magazynów. Chociaż miał otrzymać pod swoje dowództwo 10. i 21 Dywizję Pancerną, Rommel obawiał się, że nowy plan osłabi koncentrację jego sił i narazi flanki na zagrożenie.
19 lutego 1943 roku Rommel, przejmując formalną kontrolę nad 10. i 21 Dywizją Pancerną – Kampfgruppe Afrika Korps – a także siłami generała Messego na umocnieniach linii Mareth (przemianowanymi na włoską 1 Armię), rozpoczął bitwę, która później stała się znana jako bitwa o przełęcz Kasserine. Mając nadzieję na zaskoczenie niedoświadczonych obrońców, wysłał lekkie oddziały pancerne 3. batalionu rozpoznawczego w stronę przełęczy. Za obronę przełęczy odpowiadała Stark Force płk. Alexandra Starka, grupa brygadowa złożona z jednostek amerykańskich i francuskich.Nie zdążyła się odpowiednio zorganizować, ale udało jej się skierować ciężki ogień artyleryjski z otaczających wzgórz, co zatrzymało czołowe jednostki zmechanizowane grupy bojowej Afrika Korps. Zanim mogły one kontynuować natarcie, piechota Osi musiała zostać wysłana na wzniesienie, aby wyeliminować zagrożenie artyleryjskie. Grupa bojowa pod dowództwem gen. por. Hansa-Georga Hildebranda, w skład której wchodziły czołgi z 21 Pułku Pancernego, posuwała się na północ od Sbeitli w kierunku przełęczy Sbiba. Przed wzgórzami na wschód od Sbiby zostały one zatrzymane przez 1 Brygadę Gwardii i 18 Pułkową Grupą Bojową, które miały silne wsparcie artylerii polowej i przeciwpancernej, a do których dołączyły dwa pułki piechoty z 34 Dywizji Piechoty.

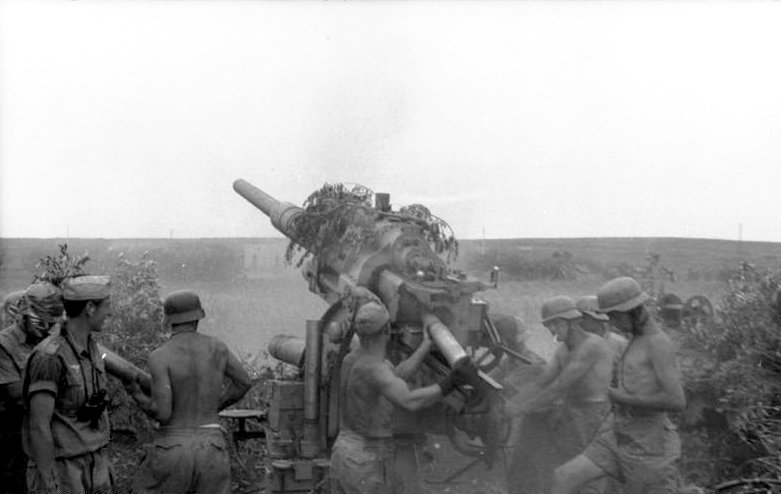
Niemcy prowadzą ostrzał z działa 88 mm w Tunezji

Do rana 20 lutego zacięte walki na krótkim dystansie na wzgórzach nad Kasserine trwały nadal, podczas gdy grupa bojowa Afrika Korps i batalion ze 131 Dywizji Pancernej „Centauro” oraz większa liczba artylerii przygotowywały się do kolejnego ataku przez przełęcz, po tym jak dołączyła do nich grupa bojowa 10 Dywizji Pancernej ze Sbeitli. Poranny atak postępował powoli, ale intensywne natarcie zastosowane podczas wznowionego ataku tego popołudnia doprowadziło do załamania się obrony aliantów.
Po południu 20 lutego, po przejściu przez przełęcz Kasserine, jednostki Dywizji „Centauro” skierowały się na zachód w kierunku Tebessy, napotykając niewielki lub zgłoła żaden opór. Za nimi podążała grupa bojowa von Broicha z 10 Pułku Pancernego, która skierowała się na drogę do Thali, gdzie została spowolniona przez pułkową grupę pancerną z 26 Brygady Pancernej (Gore Force). Ich czołgi były słabsze, Gore Force poniosła ciężkie straty, ale dała czas Nick Force, złożonej z brytyjskiej 6 Dywizji Pancernej, czołgów z 2 Pułku Lothians and Border Hors z 26 Brygady Pancernej, z dodatkową piechotą i artylerią (której Anderson nakazał poprzedniego dnia opuścić rejon Kesry, aby wzmocnić obronę Thali), aby przygotować pozycje obronne dalej na drodze. Tymczasem Fredendall wysłał Dowództwo Bojowe B z 1 Dywizji Pancernej, aby stawić czoła zagrożeniu dla Tebessy.
Do godziny 13:00 21 lutego, grupa bojowa von Broicha nawiązała kontakt z okopanymi czołgami Szwadronu B Pułku Lothians and Border Horse na drodze do Thali i czyniła powolne postępy. Rommel przejął bezpośrednią kontrolę nad atakiem i sforsował obronę do godziny 16:00. Jednak 26 Brygada Pancerna była w stanie wycofać się w rozsądnym porządku na następną, ostatnią linię obronną przed Thala. Walki na tej pozycji rozpoczęły się o godzinie 19:00 i trwały w zwarciu przez trzy godziny, bez uzyskania decydującej przewagi przez żadną ze stron. Nick Force poniosła ciężkie straty i nie spodziewała się, że będzie w stanie utrzymać się następnego dnia. Jednak w nocy przybyło kolejne 48 dział z amerykańskiej 9 Dywizji Piechoty, które pokonały 1300 km z Maroka po kiepskich drogach i w złej pogodzie. Rankiem 22 lutego, gdy von Broich przygotowywał się do ataku, jego front został trafiony niszczycielską nawałą artyleryjską. Rommel nakazał Broichowi przegrupowanie i przyjęcie postawy obronnej, tym samym oddając inicjatywę w bitwie.
21 Grupa Pancerna w Sbibie nie czyniła postępów. Dalej na południe, grupa bojowa Afrika Korps na drodze do Tebissy została zatrzymana 21 lutego przez czołgi i artylerię Dowództwa Bojowego B okopane na zboczach Dżebel Hamra. Próba oskrzydlenia ich w nocy 21 lutego zakończyła się kosztowną porażką. Kolejny atak, przeprowadzony wczesnym rankiem 23 lutego, został ponownie odparty. Podczas przygnębiającego spotkania z feldmarszałkiem Albertem Kesselringiem 22 lutego, Rommel argumentował, że w obliczu zaostrzenia się oporu i wiadomości, że czołowe oddziały 8 Armii w końcu dotarły do Medenine, zaledwie kilka kilometrów od linii Mareth, powinien odwołać atak i wycofać się, aby wesprzeć obronę wschodniej Tunezji, mając nadzieję, że atak na przełęczy Kasserine spowodował już wystarczające szkody, aby powstrzymać wszelkie działania ofensywne aliantów z zachodu. Kesselring chciał, aby ofensywa była kontynuowana, ale ostatecznie zgodził się tego wieczora, a Comando Supremo formalnie zakończyło operację. Siły Osi przeniesione z Kasserine dotarły do linii Mareth 25 lutego.

### Następstwa bitwy

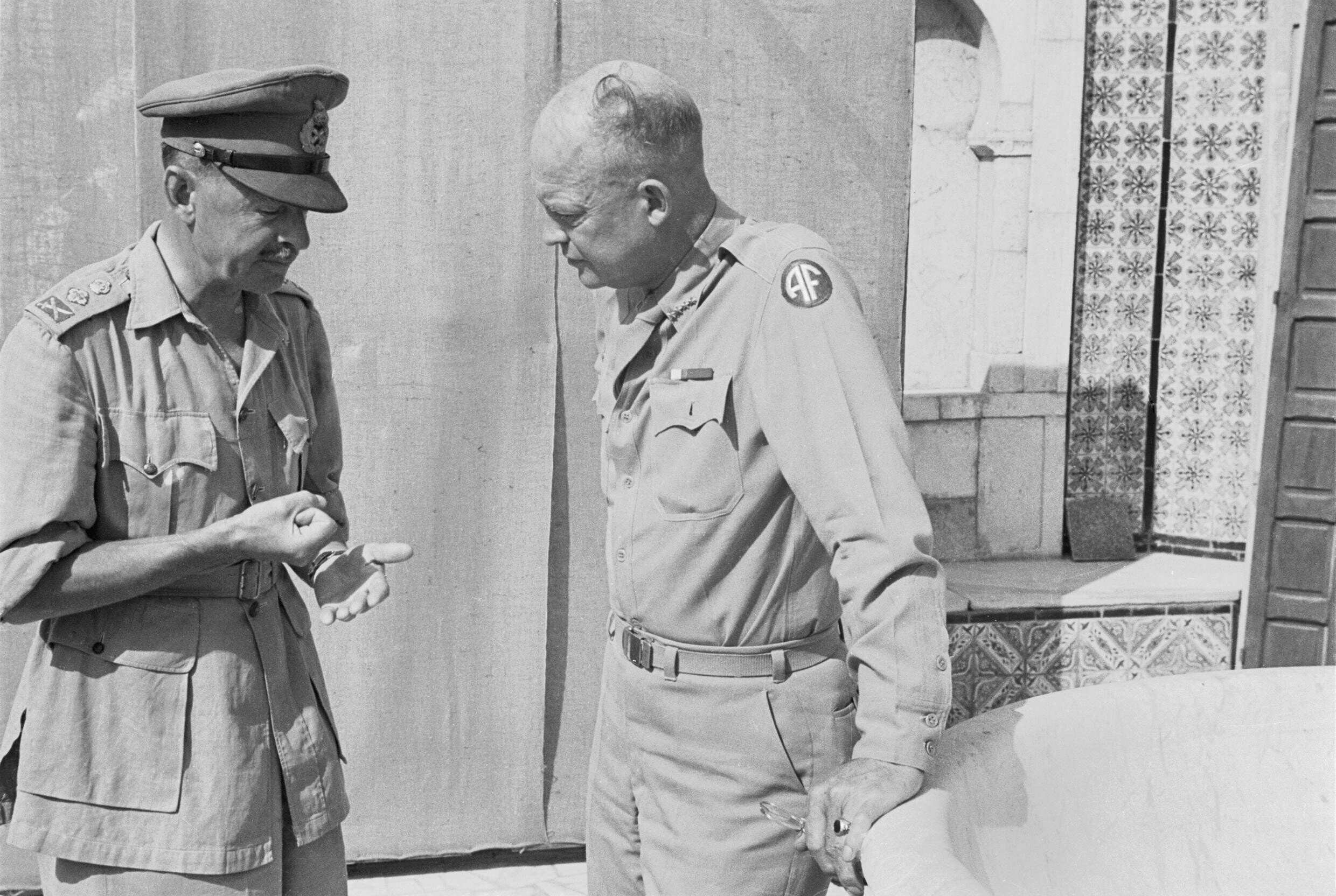
Generał Harold Alexander, zastępca głównodowodzącego sił sojuszniczych w Afryce Północnej, omawia operacje w Tunezji z naczelnym dowódcą, generałem Eisenhowerem

Działania bojowe na jakiś czas osłabły, a obie strony analizowały wyniki ostatnich bitew. Rommel nadal był przekonany, że siły amerykańskie stanowią niewielkie zagrożenie, podczas gdy wojska brytyjskie i Wspólnoty Narodów są mu równorzędne. Utrzymywał tę opinię o wiele za długo, co okazało się bardzo kosztowne. Amerykanie również przeanalizowali przebieg bitwy i odsunęli kilku starszych dowódców, wydając jednocześnie kilka analiz, mających na celu poprawę przyszłych działań. Co najważniejsze, 6 marca 1943 roku dowództwo amerykańskiego II Korpusu przeszło z rąk Fredendalla w ręce gen. mjr George’a S. Pattona (wkrótce awansowanego na generała porucznika), a gen. mjr Omar Bradley został zastępcą dowódcy korpusu. Dowódcom przypomniano, że duże jednostki powinny być skoncentrowane, aby zapewnić ich masę na polu bitwy, a nie rozproszone, jak to robił Fredendall. Miało to zamierzony efekt uboczny w postaci poprawy kontroli ognia i tak już silnej artylerii amerykańskiej. Bliskie wsparcie powietrzne również było słabe (choć utrudniały je ogólnie niekorzystne warunki pogodowe).

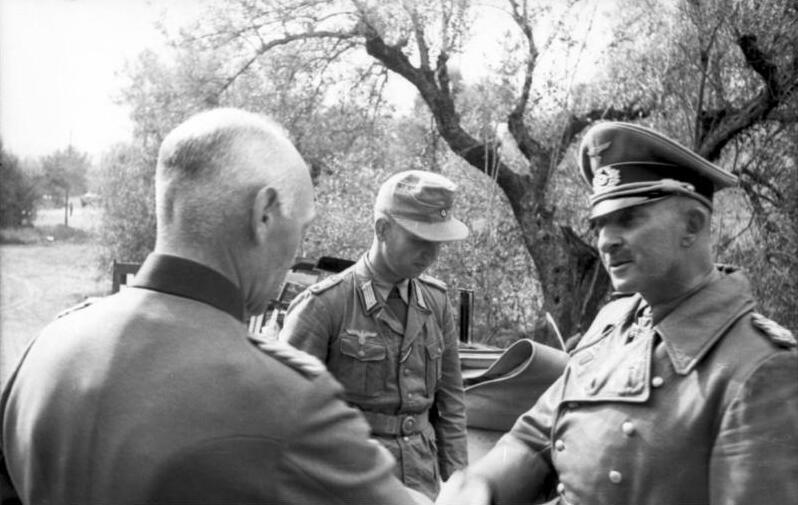
Gen. płk Hans Jürgen von Arnim (po prawej), głównodowodzący Grupy Armii Afryka

Na konferencji w Casablance postanowiono mianować gen. Harolda Alexandra zastępcą głównodowodzącego sił alianckich we Francuskiej Afryce Północnej. Postanowienie weszło w życie 20 lutego i jednocześnie, aby lepiej koordynować działania swoich dwóch armii w Tunezji, Eisenhower podporządkował 1. i 8 Armię nowemu dowództwu, 18 Grupie Armii, którą miał dowodzić Alexander. Wkrótce po objęciu nowego stanowiska Alexander zameldował w Londynie:

[...] Jestem szczerze zszokowany całą sytuacją, którą zastałem [...] Prawdziwym błędem był brak kierownictwa z góry od samego początku, co skutkowało brakiem polityki i planu

Alexander krytykował Andersona, choć później uznano to za nieco niesprawiedliwe. Po przejęciu kontroli nad całym frontem pod koniec stycznia, celem Andersona była reorganizacja frontu w skonsolidowane sektory narodowe i utworzenie rezerw w celu odzyskania inicjatywy, te same priorytety zostały określone w rozkazach Alexandra z 20 lutego. 21 lutego Alexander ogłosił swój cel zniszczenia wszystkich sił wroga w Tunezji, najpierw nacierając siłami 8 Armii na północ od Gabès, podczas gdy 1 Armia miała przeprowadzić ataki pozorowane, aby odciągnąć rezerwy, które w przeciwnym razie zostałyby użyte przeciwko 8 Armii. Armie miały zdobyć lotniska dla alianckich sił powietrznych. Skoordynowane siły lądowe, morskie i powietrzne aliantów miały otoczyć siły Osi w Tunezji do 30 kwietnia, aby dotrzymać harmonogramu ustalonego na konferencji w Casablance, który miał umożliwić inwazję na Sycylię podczas sprzyjającej pogody w sierpniu.
Na konferencji w Casablance uzgodniono reorganizację sił powietrznych w basenie Morza Śródziemnego w celu ich ściślejszej integracji; marszałek lotnictwa Arthur Tedder został postawiony na czele Dowództwa Lotnictwa Śródziemnomorskiego, odpowiedzialnym za wszystkie działania powietrzne aliantów na Morzu Śródziemnym, a gen. mjr Carl Spaatz został dowódcą Sił Powietrznych Afryki Północno-Zachodniej podporządkowanym Tedderowi, który odpowiadał także za wszystkie operacje powietrzne w Tunezji. Do 23 lutego marszałek lotnictwa Arthur Coningham zastąpił Kutera w Alianckim Dowództwie Wsparcia Lotniczego, które przekształciło się w Taktyczne Siły Powietrzne Afryki Północno-Zachodniej pod dowództwem Spaatza, z Pustynnymi Siłami Powietrznymi wspierającymi 8 Armię pod jego kontrolą operacyjną.
Coningham stwierdził, że organizacja lotnictwa w Tunezji była taka sama jak na Pustyni Libijskiej w 1941 roku, kiedy po raz pierwszy objął dowództwo nad Pustynnymi Siłami Powietrznymi. Doświadczenia z kampanii pustynnej nie zostały wykorzystane w planowaniu operacji Torch, co ograniczyło możliwości sił powietrznych, już pozbawionych samolotów i zaopatrzenia, do zapewnienia taktycznego wsparcia wojsk lądowych podczas wyścigu do Tunisu. Coningham zjednoczył brytyjskie i amerykańskie dowództwa operacyjne i przeszkolił je w zakresie nowych praktyk operacyjnych.
Państwa Osi również utworzyły połączone dowództwo dla swoich dwóch armii. Hitler i Oberkommando der Wehrmacht uważali, że Arnim powinien przejąć dowództwo, ale Kesselring argumentował za Rommlem. Ostatecznie Rommel został mianowany dowódcą nowej Grupy Armii Afryka 23 lutego.

## Front południowy

### Bitwa o Medenine
8 Armia konsolidowała się przed pozycjami obronnymi linii Mareth od 17 lutego, a 26 lutego rozpoczęła rajdy na zachód. 6 marca 1943 roku trzy niemieckie dywizje pancerne, dwie dywizje lekkie i dziewięć dywizji włoskich rozpoczęły operację Capri, atak na południe, w kierunku Medenine, najdalej na północ wysuniętego brytyjskiego punktu oporu. Atak został odparty zmasowanym ostrzałem artyleryjskim; zniszczono 55 czołgów Osi. Po klęsce na Capri Rommel zdecydował, że jedynym sposobem na uratowanie armii Osi będzie porzucenie kampanii w Afryce Północnej i 9 marca udał się do Włoch na rozmowy z Comando Supremo w Rzymie. Nie znajdując poparcia dla swoich idei, 10 marca udał się do kwatery głównej Hitlera na Ukrainie, aby spróbować przekonać go do porzucenia Tunezji i powrotu armii Osi do Europy. Hitler odmówił, a Rommel został wysłany, w ścisłej tajemnicy, na urlop zdrowotny. Von Arnim został dowódcą Grupy Armii Afryka.

### Bitwa o linię Mareth

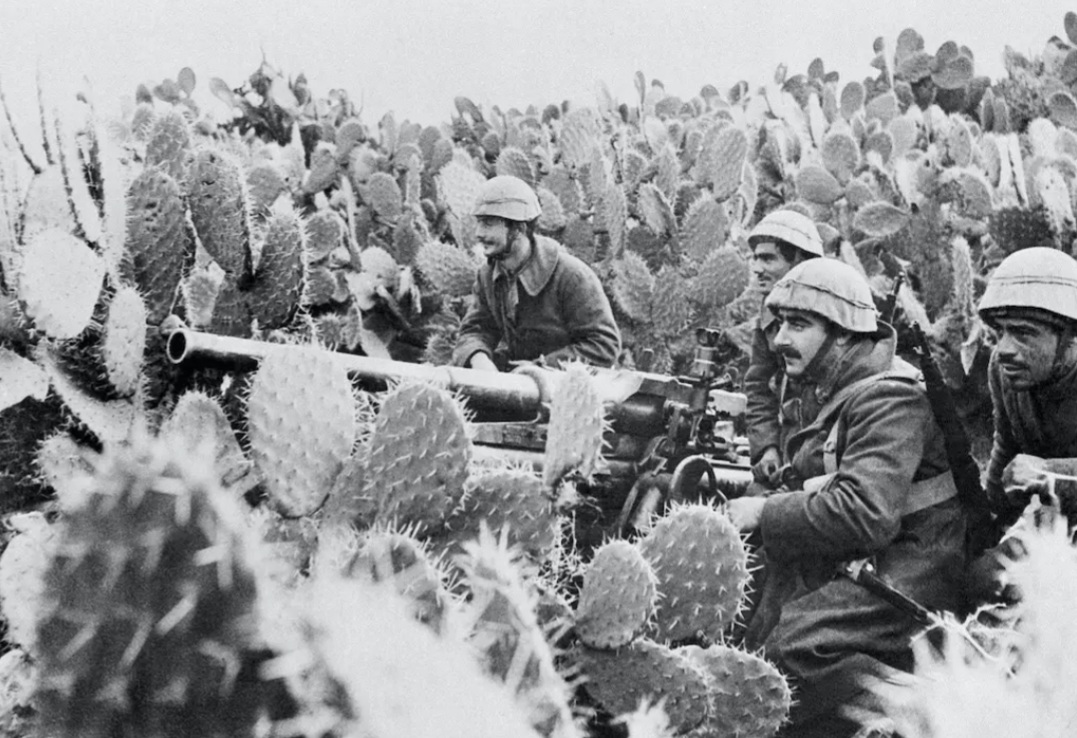
Włoskie wojska na polu kaktusów na linii Mareth, 31 marca 1943

Feldmarszałek Bernard Law Montgomery rozpoczął operację Pugilist w celu przełamania linii Mareth w nocy z 19 na 20 marca 1943 roku. XXX Korpus 8 Armii rozpoczął ofensywę wraz z 50 Dywizją Piechoty Northumbrian. Brytyjczycy przebili się przez linię 136 Dywizji Pancernej „Giovani Fascisti” i ustanowili niewielki przyczółek na zachód od Zaratu 20/21 marca. Ukształtowanie terenu i deszcz uniemożliwiły jednak rozmieszczenie czołgów, samolotów i dział przeciwpancernych, co pozostawiło piechotę w izolacji. Zdecydowany kontratak 15 Dywizji Pancernej i Dywizji „Giovani Fascisti” 22 marca odbił znaczną część przyczółka. Jednak XXX Korpus przygotował nowy atak na Tallouf, w którym indyjska 4 Dywizja Piechoty (dowodzona przez gen. mjr Francisa Tukera) miała przeprowadzić nocny atak w nocy 23/24 marca, wokół wewnętrznego krańca linii. Miało to zbiec się z szerokim manewrem lewego skrzydła, który Montgomery planował w ramach nowej operacji o kryptonimie Supercharge II.
26 marca X Korpus (gen. por. Brian Horrocks) okrążył wzgórza Matmata, zdobywając przełęcz Tebaga i miasto El Hamma na północnym krańcu linii w ramach operacji Supercharge II, co uniemożliwiło wrogowi dalsze utrzymywanie linii Mareth. Następnego dnia działa przeciwpancerne jednostek niemieckich i włoskich powstrzymały postępy X Korpusu, aby zyskać czas na odwrót. W ciągu następnych 48 godzin wojska Osi wycofały się z linii Mareth, ustanawiając nową pozycję obronną 60 km na północny zachód w Wadi Akarit, niedaleko Gabès.

### Gabès
Zreorganizowany amerykański II Korpus ponownie nacierał z przełęczy Kasserine i znalazł się za liniami Osi; 10 Dywizja Pancerna odpowiedziała kontratakiem w bitwie pod El Guettar 23 marca. Niemieckie czołgi, odpychając czołowe jednostki sił amerykańskich, natknęły się na pole minowe, a amerykańska artyleria i czołgi otworzyły zmasowany ogień. 10 Dywizja Pancerna szybko straciła 30 czołgów i wycofała się z pola minowego. Drugi kontratak wspierany przez piechotę późnym popołudniem został również odparty, a 10 Dywizja Pancerna wycofała się do Gabès. Amerykański II Korpus nie był w stanie wykorzystać niemieckiej porażki i każdy atak był zatrzymywany przez kontrataki 10 Dywizji Pancernej lub 21 Dywizji Pancernej na drodze od Gabès; koordynacja sił powietrznych i lądowych aliantów pozostała niezadowalająca. 8 Armia i amerykański II Korpus atakowały przez następny tydzień, a 28 marca 8 Armia zdobyła El Hamma, zmuszając siły Osi do opuszczenia Gabès i wycofania się na północ w kierunku 5 Armii Pancernej. Wzgórza przed siłami amerykańskimi zostały opuszczone, co pozwoliło im dołączyć do sił brytyjskich w Gabès jeszcze tego samego dnia. Nowozelandzka 2 Dywizja Piechoty i brytyjska 1 Dywizja Pancerna ścigały Niemców 225 km na północ, zajmując pozycje obronne na wzgórzach na zachód od Enfidaville, które utrzymano do końca kampanii.

## Sektor północny

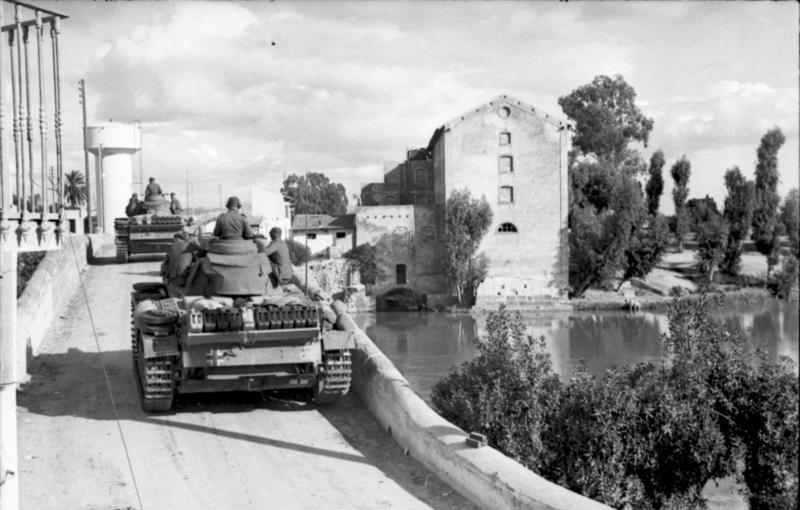
Niemieckie czołgi Panzer III przejeżdżające przez tunezyjskie miasto

26 lutego von Arnim, błędnie sądząc, że walki pod Kasserine zmusiły aliantów do osłabienia sił na północy w celu wzmocnienia południa, rozpoczął operację Ochsenkopf („głowa wołu”) na szerokim froncie przeciwko V Korpusowi, dowodzoną przez gen. por. Friedricha Webera. Główne ataki przeprowadził Korpus Webera, w którego skład wchodziła 334 Dywizja Piechoty, nowo przybyłe elementy Dywizji „Hermann Göring” oraz część 10 Dywizji Pancernej, niebiorąca udziału w operacji Frühlingswind („wiosenny wiatr”). Siły Webera miały nacierać w trzech grupach: grupa centralna posuwała się na zachód w kierunku Medjez el Bab; druga na południowy zachód, trasą z Mateur do Béji (która znajdowała się około 40 km na zachód od Medjez) oraz trzecia grupa nacierająca na zachód, 40 km na południe od Medjez. Północne skrzydło sił Webera miało być chronione przez Dywizję Manteuffela, nacierającą na zachód (operacja Ausladung) („uderzenie na zewnątrz”) i wypierającą aliantów z ich wysuniętych pozycji naprzeciw Zielonego Wzgórza oraz zajętej przez wosjak Osi stacji Dżefna.
Celem operacji Ausladung było przejęcie kontroli nad kluczowym miastem Dżebel Abiod. Atak Dywizji Manteuffela zapewnił dobre postępy w przedzieraniu się przez zajęte przez Francuzów, słabo bronione wzgórza między przylądkiem Serrat a miastem kolejowym Sedjenane. Kosztowne kontrataki przeprowadzone 27 lutego i 2 marca przez elementy 139 Brygady Piechoty, 46 Dywizji Piechoty, 1. kompanii komandosów i wspierającą artylerię opóźniły postępy wojsk Osi. Wycofanie francuskich batalionów z rejonu Medjez w celu dołączenia do XIX Korpusu nie napotkało większego oporu wobec niemieckiej okupacji wzniesienia dominującego nad miastem, które znajdowało się w niebezpiecznym wybrzuszeniu. W rezultacie Sedjenane zostało opuszczone przez Brytyjczyków 4 marca, a 139 Brygada Piechoty była powoli wypychana przez kolejne trzy tygodnie o około 24 km w kierunku Dżebel Abiod.

### Operacja Ochsenkopf

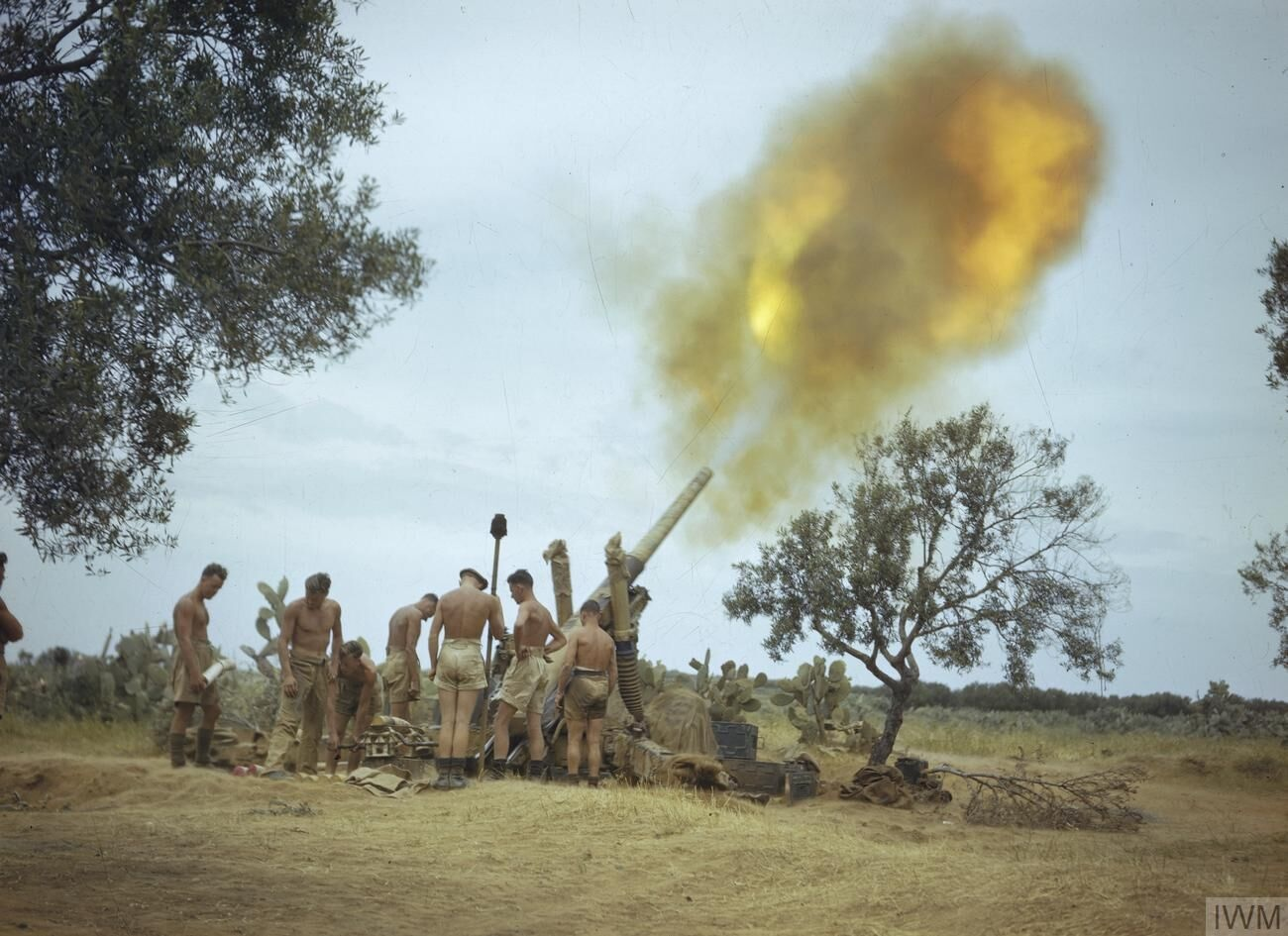
Brytyjska armata 4,5-calowa strzelająca do celów wykrytych przez samoloty RAF-u

Główna ofensywa pod kryptonimem Ochsenkopf doprowadziła do zaciętych walk – Kampfgruppe Lang, atakująca w północnym sektorze, została zatrzymana przez niewielki oddział artylerii i batalion Pułku Hampshire przez cały dzień w Sidi Nsir i na Hampshire Farm, zanim udało się ją pokonać. To opóźnienie było kluczowe i w rezultacie siły brytyjskie były w stanie przygotować umocnienia w Hunts Gap (obszar między Medjez a ternem położonym około 24 km na północny wschód od Béji). Podczas ataku z południa Kampfgruppe Audorff poczyniła pewne postępy na zachód w kierunku Medjez el Bab, ale sformowana ad hoc brytyjska Dywizja Y zdołała odeprzeć atak z południa; szczególnie po tym, jak dwa czołgi Churchill ostrzelały całą niemiecką kolumnę transportową w miejscu zwanym farmą Steamroller. Ostateczny atak rozbitych sił Langa został zatrzymany w Hunt's Gap przez 128 Brygadę Piechoty 46 Dywizji Piechoty, dysponującą silną artylerią, osłoną lotniczą RAF-u i dwoma szwadronami czołgów Churchill z Pułku North Irish Horse.
Walki trwały do 5 marca, a w fatalnych warunkach pogodowych operację przerwał von Arnim. Porażka kosztowała państwa Osi poważne straty w piechocie i czołgach, a w szczególności utratę wielu ciężkich czołgów Tiger. Operacja Ochsenkopf miała być ostatnią dużą ofensywą państw Osi w Afryce, przeprowadzoną przez 5 Armię Pancerną. 25 marca gen. Alexander nakazał kontratak na froncie V Korpusu, a 28 marca gen. Anderson zaatakował z 46 Dywizją Piechoty, 138 Brygadą Piechoty i 128 Brygadą Piechoty w rezerwie, wzmocnioną przez 36 Brygadę Piechoty, 1 Brygadę Spadochronową i jednostki francuskie, w tym tabor Goumiers, wyspecjalizowanych strzelców górskich, artylerię dwóch dywizji i artylerię armijną. W ciągu czterech dni udało się odzyskać cały utracony teren i wziąć 850 niemieckich i włoskich jeńców. 7 kwietnia Anderson zlecił 78 Dywizji Piechoty oczyszczenie drogi Béja – Medjez. Wspierani przez artylerię i bliskie wsparcie lotnicze, alianci metodycznie posuwali się 16 km przez trudny teren górski przez następne dziesięć dni, oczyszczając front o szerokości 16 km. Do walki dołączyła 4 Dywizja Piechoty, zajmując pozycję na lewo od 78 Dywizji i nacierając w kierunku Sidi Nsir.

## Zwycięstwo aliantów

### Plany aliantów

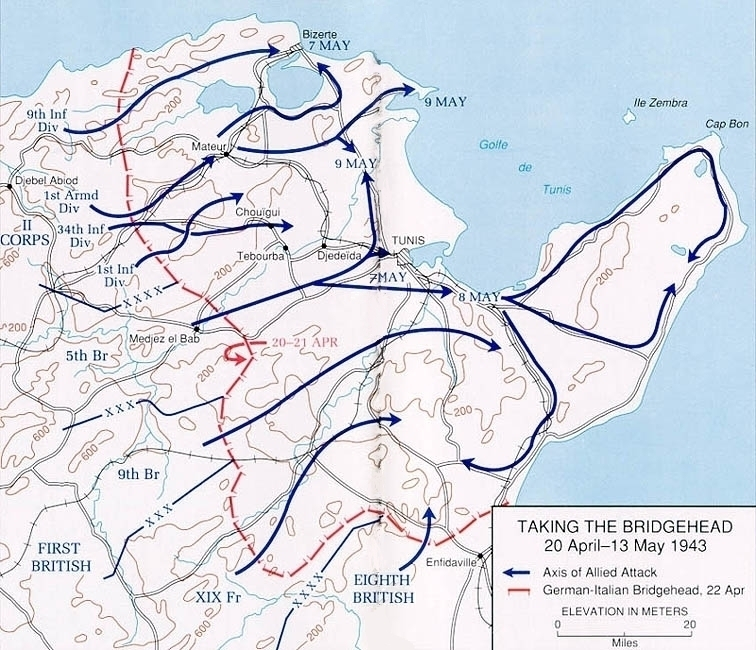
Operacje kampanii tunezyjskiej, 20 kwietnia – 13 maja 1943

Wyłom w Medjez został odciążony, a drogi boczne w rejonie V Korpusu oczyszczone, dzięki czemu Anderson mógł skupić się na rozkazach, które otrzymał 12 kwietnia od Alexandra, dotyczących przygotowania zakrojonego na szeroką skalę ataku, zaplanowanego na 22 kwietnia, mającego na celu zdobycie Tunisu. Na tym etapie samoloty alianckie zostały przesunięte na lotniska w Tunezji, aby uniemożliwić zaopatrzenie z powietrza wojsk Osi w Afryce Północnej (operacja Flax), a duża liczba niemieckich samolotów transportowych została zestrzelona między Sycylią a Tunisem. Brytyjskie niszczyciele operujące z Malty uniemożliwiły dostawy zaopatrzenia i posiłków oraz ewakuację Tunezji drogą morską (operacja Retribution). Admirał Cunningham, dowódca Morskiej Grupy Zadaniowej Eisenhowera, wydał swoim okrętom nelsonowskie rozkazy: „Zatopić, spalić, zdobyć, zniszczyć. Nie pozwolić, by cokolwiek przeszło”, ale bardzo niewiele okrętów Osi podjęło próbę przepłynięcia Morza Śródziemnego. Do 18 kwietnia, po atakach 8 Armii z południa i flankujących atakach IX Korpusu i francuskiego XIX Korpusu, siły Osi zostały zepchnięte na linię obronną na północno-wschodnim wybrzeżu Tunisu, próbując chronić swoje linie zaopatrzeniowe, ale z niewielką nadzieją na kontynuowanie walki na dłuższą metę.
Alexander planował, że podczas gdy amerykański II Korpus zaatakuje na północy w kierunku Bizerty, 1 Armia uderzy w kierunku Tunisu, a 8 Armia na północ od Enfidaville. Anderson miał koordynować działania 1 Armii i II Korpusu, wydając odpowiednie rozkazy w tym celu. Plan Andersona zakładał, że główny atak nastąpi w centrum frontu V Korpusu w Medjez, naprzeciw głównych linii obronnych Osi. Jednakże IX Korpus na prawym skrzydle miał najpierw zaatakować na północny wschód, z zamiarem – dzięki szybkości manewru – przedostania się za pozycje pod Medjez i rozbicia ich rezerw pancernych. Amerykański II Korpus miał wykonać podwójne uderzenie: pierwsze, by zdobyć wzniesienie na lewym skrzydle V Korpusu, a drugie w kierunku Bizerty. Francuski XIX Korpus miał czekać do czasu, aż IX Korpus i 8 Armia zneutralizują opór, a następnie ruszyć w kierunku Pont du Fahs.

### Ostatnie operacje

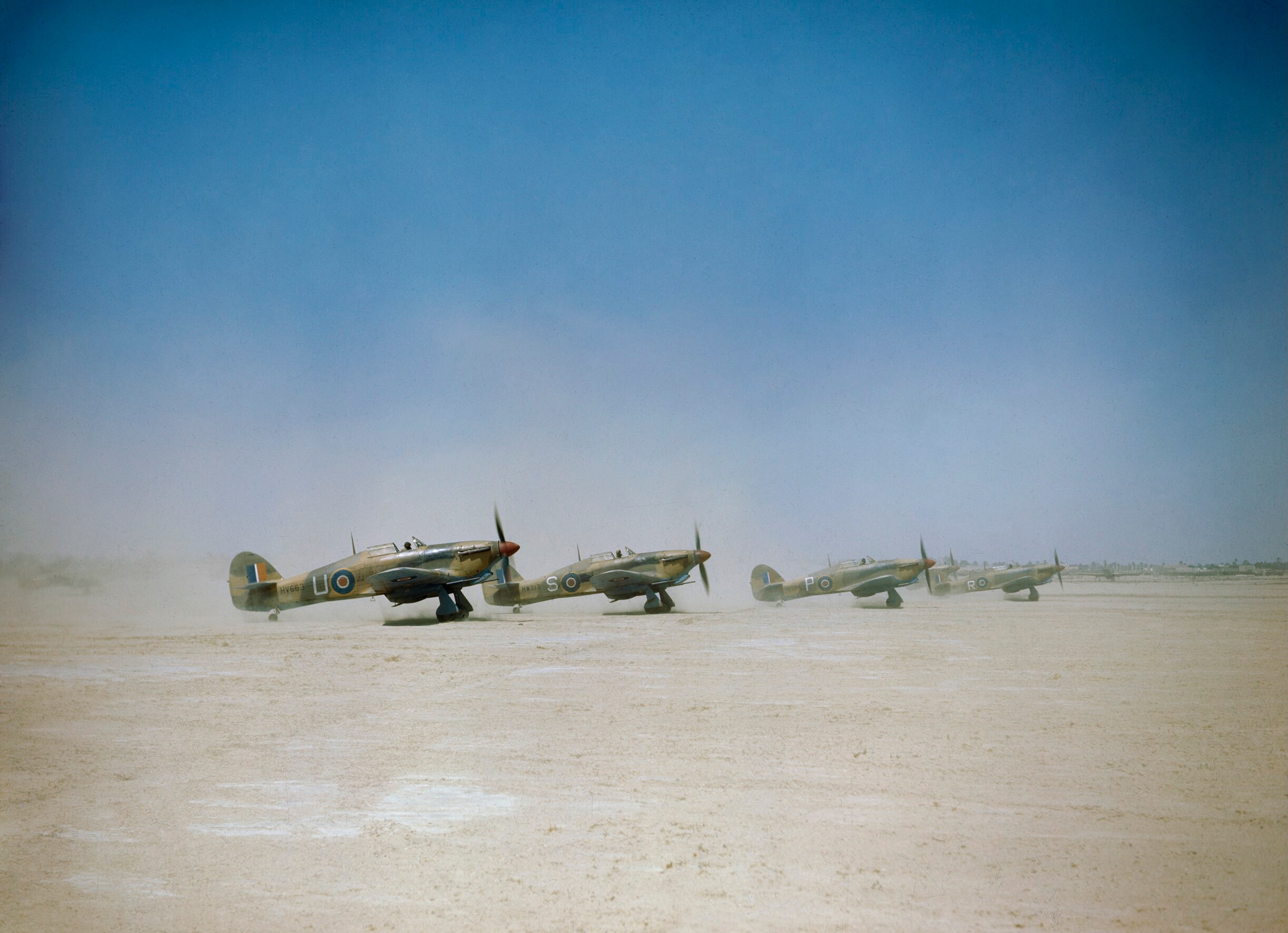
Samoloty Hawker Hurricane Mark IID na tunezyjskim lotnisku, przygotowujące się do ataku na cele naziemne, kwiecień 1943

Siły alianckie zreorganizowały się i w nocy z 19 na 20 kwietnia 8 Armia zdobyła Enfidaville, walcząc z włoską 16 Dywizją Zmotoryzowaną „Pistoia”, która w ciągu następnych trzech dni przeprowadziła kilka kontrataków, lecz finalnie została odparta. Doszło również do bitwy pod Takrouną. Postęp 8 Armii na północ „wycisnął” linię frontu amerykańskiego II Korpusu zwróconą na wschód, umożliwiając wycofanie korpusu i przesunięcie go na północny kraniec frontu alianckiego. Arnim wiedział, że ofensywa aliantów jest nieuchronna i w nocy z 20 na 21 kwietnia rozpoczął atak odstraszający między Medjez a Goubellat na froncie IX Korpusu. Dywizja „Hermann Göring”, wspierana przez czołgi z 10 Dywizji Pancernej, w niektórych miejscach przebiła się na odległość do 8 km, ale nie zdołała wymusić generalnego odwrotu przeciwnika i ostatecznie powróciła na swoje pozycje. Plany aliantów nie uległy poważnym zakłóceniom, z wyjątkiem tego, że pierwszy atak ofensywy, przeprowadzony przez IX Korpus 22 kwietnia, został opóźniony o cztery godziny.
Rankiem 22 kwietnia 46 Dywizja zaatakowała front IX Korpusu, tworząc lukę, przez którą przed zapadnięciem zmroku, mogła przejść 6 Dywizja Pancerna, a następnie 1 Dywizja Pancerna, uderzając na wschód przez kolejne dwa dni, lecz nie wystarczająco szybko, aby zapobiec utworzeniu silnej osłony przeciwpancernej, która zatrzymała ich dalszy postęp. Bitwa odciągnęła rezerwy pancerne Osi na południe, z dala od frontu centralnego. Widząc, że dalszy postęp jest mało prawdopodobny, Anderson wycofał 6 Dywizję Pancerną i większość 46 Dywizji Piechoty do rezerwy armii. Atak V Korpusu rozpoczął się wieczorem 22 kwietnia, a amerykański II Korpus rozpoczął ofensywę wczesnym rankiem 23 kwietnia w bitwie o wzgórze 609, w której ważne wzniesienie zostało zdobyte, co otworzyło drogę do Bizerty. W zaciętych walkach z Dywizją „Hermann Göring”, 334 Dywizją Piechoty i 15 Dywizją Pancerną, V Korpus z 1., 4. i 78 Dywizją Piechoty, wspierany przez czołgi i koncentracje ciężkiej artylerii, potrzebował ośmiu dni, aby przebić się na dystansie ok. 10 km i zdobyć większość pozycji obronnych Osi.
Walka była kosztowna dla obu stron, ale Longstop Hill zostało zdobyte, co otworzyło drogę do Tunisu, a przełamanie się sił Andersona było nieuchronne. 30 kwietnia, po nieudanej próbie 169 Brygady Piechoty z niedawno przybyłej londyńskiej 56 Dywizji Piechoty, która pokonała ponad 5300 km z Syrii, zarówno Montgomery, jak i Alexander zrozumieli, że atak 8 Armii na północ od Enfidaville, na silnie umocniony i trudny teren, nie powiedzie się. Dlatego Alexander zlecił Montgomery’emu zadanie utrzymania pozycji i przeniósł brytyjską 7 Dywizję Pancerną, indyjską 4 Dywizję Piechoty i 201 Brygadę Motorową Gwardii z 8 Armii do 1 Armii, dołączając je do brytyjskiej 1 Dywizji Pancernej, która została przeniesiona przed główną ofensywą.

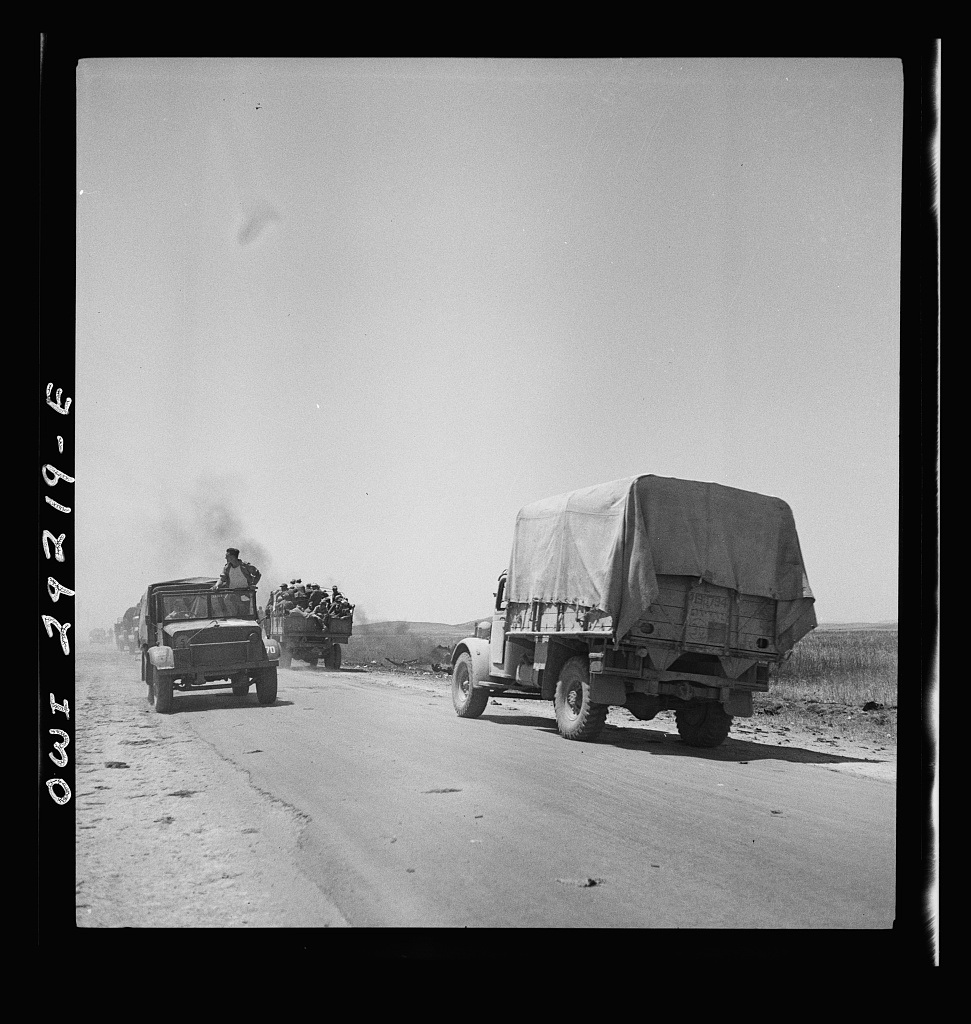
Wojska alianckie wyjeżdzają do Tunisu

Przegrupowanie zakończono w nocy 5 maja; Anderson zorganizował pozorowaną koncentrację czołgów w pobliżu Bou Arada na froncie IX Korpusu, aby odwrócić uwagę od przybycia 7 Dywizji Pancernej w sektorze Medjez i osiągnął znaczny stopień zaskoczenia, jeśli chodzi o liczebność sił pancernych, gdy rozpoczął się atak. Ostateczny atak rozpoczął się o 3:30 rano 6 maja, przeprowadzony siłami IX Korpusu pod dowództwem gen. por. Briana Horrocksa, który przejął dowodzenie od gen. por. Johna Crockera, który został ranny. V Korpus pod dowództwem gen. por. Charlesa Waltera Allfreya przeprowadził wstępny atak 5 maja, aby zdobyć wzniesienie i zabezpieczyć lewe skrzydło IX Korpusu. Brytyjska 4. i indyjska 4 Dywizja, skoncentrowane na wąskim froncie i wspierane przez koncentracje ciężkiej artylerii, wybiły lukę w obronie, umożliwiając przejście 6. i 7 Dywizji Pancernej. 7 maja brytyjskie wojska pancerne wkroczyły do Tunisu, a amerykańska piechota z II Korpusu, która kontynuowała natarcie na północy, weszła do Bizerty.

### Plany ewakuacji wojsk Osi
Niemcy i Włosi nie podejmowali prób ewakuacji na dużą skalę, pomimo próśb Rommla i von Arnima zgłoszonych już w marcu 1943 roku. Alianckie operacje blokujące, pod kryptonimami Flax i Retribution, praktycznie uniemożliwiły takie próby, chyba że kosztem ogromnych strat. Abwicklungsstab Tunis, odpowiedzialny za administracyjne i logistyczne zarządzanie stratami niemieckimi po kapitulacji w Afryce Północnej, doniósł jednak we wrześniu 1944 roku, że rzekomo ewakuowano 25 000 żołnierzy.
Sytuacja w kwietniu i maju 1943 roku była niejasna. Misje transportowe z Sycylii do Tunezji (drogą morską i powietrzną) zazwyczaj wracały obładowane rannymi, a czasem sprawnymi żołnierzami. Jak rozpaczliwa stała się sytuacja, ilustrują wydarzenia z wieczoru 18 kwietnia: tylko sześć transportowców z 65, które wyruszyły z Tunisu, powróciło na Sycylię. Lecąc tuż nad poziomem morza, połowa z nich została zestrzelona, a pozostałe zawróciły uszkodzone.
Niemcy i Włosi kontynuowali jednak, korzystając ze wszystkich pozostałych samolotów i statków, desperacką próbę ewakuację żołnierzy. 7 maja 1943 roku włoskie statki szpitalne „Aquileia” i „Virgilio” zdołały przetransportować kilkuset rannych żołnierzy do Trapani na Sardynii, pomimo ataków aliantów. Po 7 maja dalsza ewakuacja była praktycznie niemożliwa.
Pomimo niemożności przeprowadzenia większych operacji, Niemcom udało się jednak ewakuować z kotła kilku starszych oficerów. Pod koniec kwietnia i na początku maja niektórzy z nich zachorowali i zostali odesłani z Tunezji, unikając w ten sposób niewoli. Należeli do nich Weber (334 Dywizja), von Manteuffel (Dywizja Manteuffela) i Bayerlein, niemiecki szef sztabu Messego. Zastąpili ich odpowiednio gen. mjr Krause, gen. mjr Buelowius i płk Markert. Gause został wezwany na konferencję we Włoszech 4 maja, a Schmid (Dywizja „Hermann Göring”) otrzymał od samego Hermanna Göringa rozkaz wylotu 9 maja.

### Kapitulacja wojsk Osi

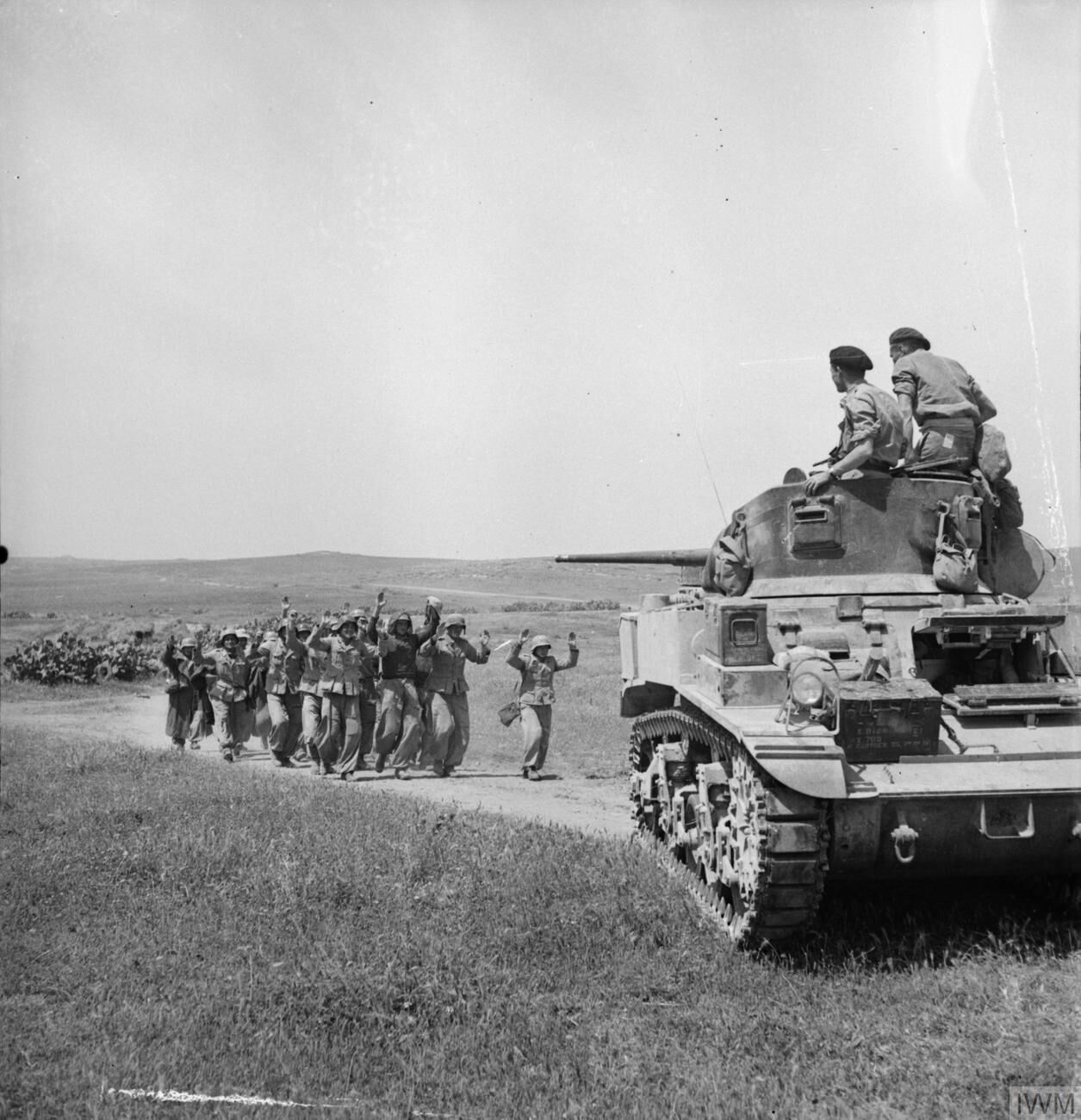
Niemieckie wojska poddają się brytyjskiej załodze czołgu Stuart w pobliżu Frendj, 6 maja 1943

Sześć dni po upadku Tunisu i Bizerty opór wojsk Osi w Afryce Północnej zakończył się kapitulacją ponad 170 000 Niemców i Włochów . Gen. mjr Lucian Truscott, dowódca amerykańskiej 3 Dywizji Piechoty i gen. mjr Ernest N. Harmon, dowódca amerykańskiej 1 Dywizji Pancernej, donieśli, że niemiecki opór w amerykańskim sektorze ustał 6 maja, a niemieckie wojska zaczęły spontanicznie się poddawać. 8 maja 334 Dywizja poddała się siłom brytyjskim między Mateur a Tebourbą . O godzinie 10:00 rano 9 maja amerykański II Korpus pod dowództwem gen. mjr. Omara Bradleya osaczył gen. mjr Gustava von Vaersta i resztki 5 Armii Pancernej, która poddała się mu przed południem. Co najmniej 12 000 Niemców skapitulowało w sektorze gen. mjr. Fritza Krausego (z początkowej partii 25 000 jeńców mniej niż 400 było Włochami). Około 22 000 Niemców w górzystym sektorze Zaghwan również zaprzestało walk 11 maja i poddało się wraz ze swoim sprzętem Wolnym Francuzom.
Siły brytyjskie i Wspólnoty Narodów zgłosiły 150 000 jeńców wziętych do niewoli w sektorze okupowanym przez Niemców od 5 maja do 12 czerwca. Gen. mjr hrabia Theodor von Sponeck, dowódca 90 Dywizji Lekkiej, poddał się nowozelandzkiej 2 Dywizji, wcześniej grożąc walką do ostatniego człowieka. Von Arnim poddał się Królewskiemu Pułkowi Sussex. Messe, dowódca 1 Armii, utrzymywał linię na północ od Takrouny i 12 maja wysłał telegram do Comando Supremo, obiecując dalszą walkę, jednak o 19:55 tego wieczoru, po załamaniu się niemieckiego oporu, Benito Mussolini osobiście nakazał Messemu się poddać. Następnego dnia 1 Armia nadal utrzymywała się naprzeciwko Enfidaville, ale pozostałych 80 000 ludzi zostało otoczonych; RAF i artyleria kontynuowały bombardowanie i około południa włoska 1 Armia poddała się brytyjskiej 8 Armii. Messe wraz z Kurtem Freiherrem von Liebensteinem formalnie poddali się siłom brytyjskim i nowozelandzkim pod dowództwem generała Bernarda Freyberga.

## Następstwa

### Analiza

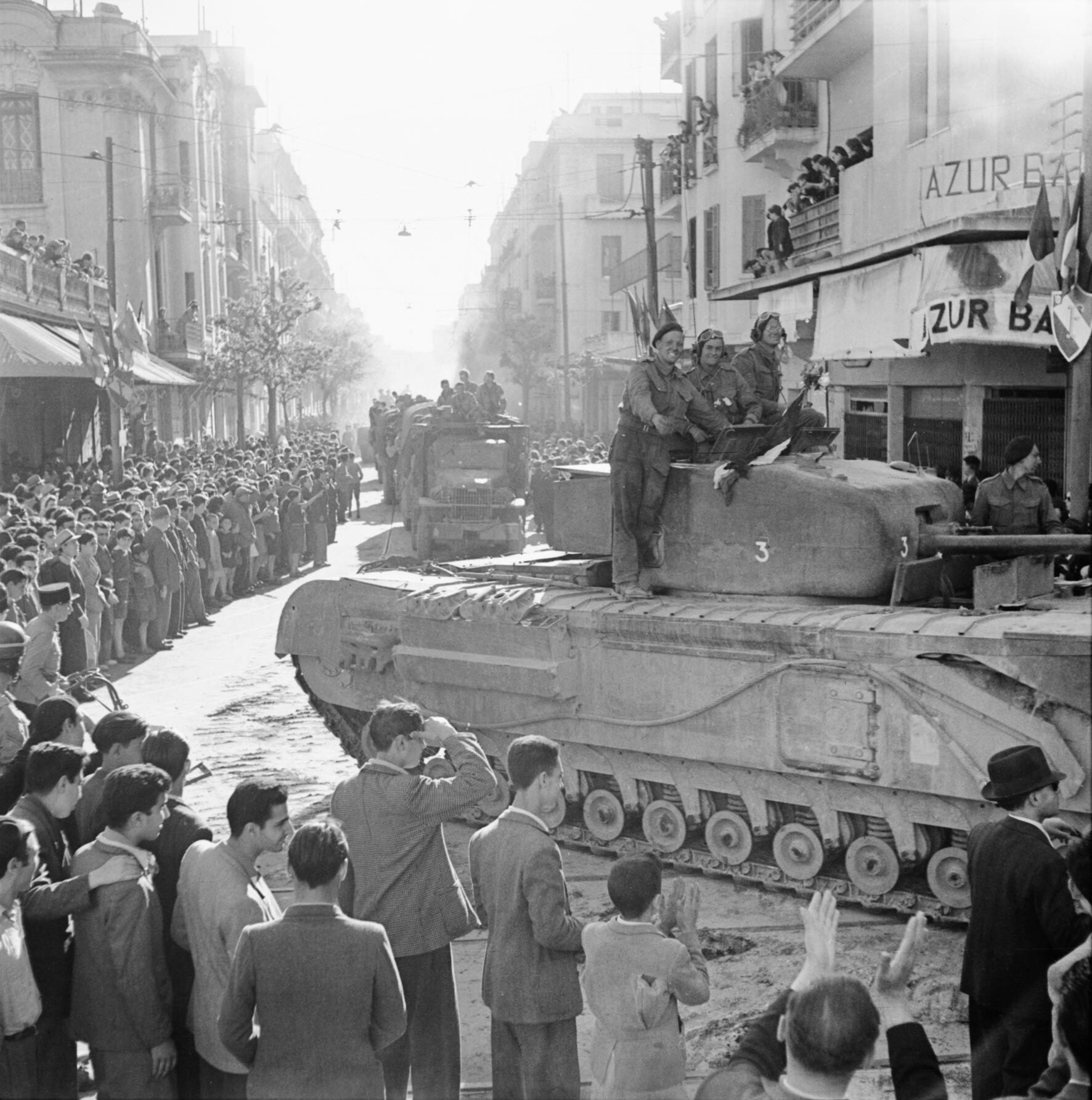
Czołg Churchill przejeżdża przez wyzwolony Tunis, 8 maja 1943

W 1966 roku brytyjski oficjalny historyk I. S. O. Playfair napisał, że

Gdyby aliantom udało się uzyskać silniejszą kontrolę nad komunikacją państw Osi bezpośrednio po lądowaniu w ramach operacji Torch, mogliby podjąć ryzyko wygrania kampanii tunezyjskiej do końca 1942 roku, a całkowite zwycięstwo w Afryce byłoby bardzo bliskie. Z drugiej strony, państwa Osi mogłyby na długo odwlec klęskę w maju 1943 roku, gdyby ich siły otrzymały potrzebne zaopatrzenie. — Playfair

W 1995 roku amerykański historyk Williamson Murray wyraził się bardziej stanowczo:

Decyzja o wzmocnieniu sił w Afryce Północnej była jednym z najgorszych błędów Hitlera: co prawda, Morze Śródziemne pozostało zamknięte przez kolejne sześć miesięcy, co negatywnie wpłynęło na sytuację żeglugową aliantów, ale postawiło część najlepszych niemieckich wojsk w pozycji nie do obrony, z której, podobnie jak pod Stalingradem, nie było ucieczki. Co więcej, Hitler zmusił Luftwaffe do walki na wyniszczenie w niesprzyjających warunkach, w wyniku czego poniosła straty, na które nie mogła sobie pozwolić

Wysiłki Osi zakończyły się niepowodzeniem, a kosztem dużych strat w ludziach i sprzęcie jedynie opóźniły to, co było nieuniknione. Zyski aliantów były znaczne – kontrola nad wybrzeżem Afryki Północnej i otwarcie Morza Śródziemnego dla ich żeglugi. Nawet porażka Amerykanów pod Kasserine mogła być paradoksalnie korzystna, ponieważ Rommel i inni dowódcy Osi ulegli fałszywemu przekonaniu o słabych możliwościach bojowych wojsk amerykańskich, podczas gdy Amerykanie wyciągnęli cenne wnioski z tej porażki i wprowadzili pozytywne zmiany w swojej strukturze dowodzenia i taktyce. Mając Afrykę Północną w swoich rękach, plany aliantów szybko skierowały się ku inwazji na Sycylię i Włochy kontynentalne. Joseph Goebbels napisał, że klęska w Tunezji była porównywalna ze Stalingradem, a nazwa Tunisgrad została ukuta właśnie po tej kampanii. Historyk Gerhard Schreiber pisze, że „nie wydaje się przesadą stwierdzenie, iż – w kategoriach czysto ilościowych – Tunezja była dla najeźdźców drugim Stalingradem”.
20 maja 1943 roku w Tunisie odbył się Marsz Zwycięstwa, w którym przemaszerowały jednostki 1. i 8 Armii oraz reprezentacyjne oddziały wojsk amerykańskich i francuskich. Przy dźwiękach orkiestry generałowie Eisenhower, Alexander i Giraud odbierali salut maszerujących wojsk.

## Straty

### Alianci
Straty aliantów wynoszące 76 020 obejmują straty poniesione przez 1 Armię od 8 listopada 1942 roku i 8 Armię od 9 lutego 1943 roku. Straty brytyjskie i Wspólnoty Narodów wyniosły 38 360 ludzi; 6233 zginęło, 21 528 zostało rannych, a 10 599 zaginęło. Wolni Francuzi stracili 19 439 żołnierzy; 2156 zginęło, 10 276 zostało rannych, a 7007 zaginęło. Straty amerykańskie wyniosły 18 221 ludzi; 2715 zginęło, 8978 zostało rannych, a 6528 zaginęło.
W dniach od 22 do 30 listopada 1942 roku RAF wykonał 1710 lotów bojowych i stracił co najmniej 45 samolotów. W tym czasie USAAF wykonał 180 lotów bojowych i stracił co najmniej 7 samolotów. Od 1 do 12 grudnia RAF wykonał 2225 lotów bojowych i stracił co najmniej 37 samolotów. USAAF za ten czas wykonał 523 loty bojowe i stracił kolejne 17 samolotów. Od 13 do 26 grudnia RAF wykonał kolejnych 1940 lotów bojowych, tracąc co najmniej 20 samolotów, podczas gdy USAAF wykonał 720 lotów bojowych, tracąc 16 samolotów. Od 27 grudnia 1942 do 17 stycznia 1943 RAF wykonał 3160 lotów bojowych i stracił 38 samolotów, podczas gdy USAAF wykonał szacunkowo 3200 lotów bojowych i stracił 36 samolotów. Od 18 stycznia do 13 lutego RAF wykonał 5000 lotów bojowych, nie licząc lotów przeciwko żegludze morskiej, tracąc 34 samoloty, podczas gdy USAAF wykonał szacunkowo 6250 lotów bojowych, tracąc 85 samolotów. W pozostałej części lutego do 28 marca stracono 156 samolotów alianckich. Między 29 marca a 21 kwietnia zostały zniszczone 203 samoloty alianckie. Od 22 kwietnia do końca kampanii stracono 45 bombowców i 110 myśliwców; RAF stracił 12 bombowców i 47 myśliwców, USAAF stracił 32 bombowce i 63 myśliwce, a Francuzi 1 bombowiec.

### Oś

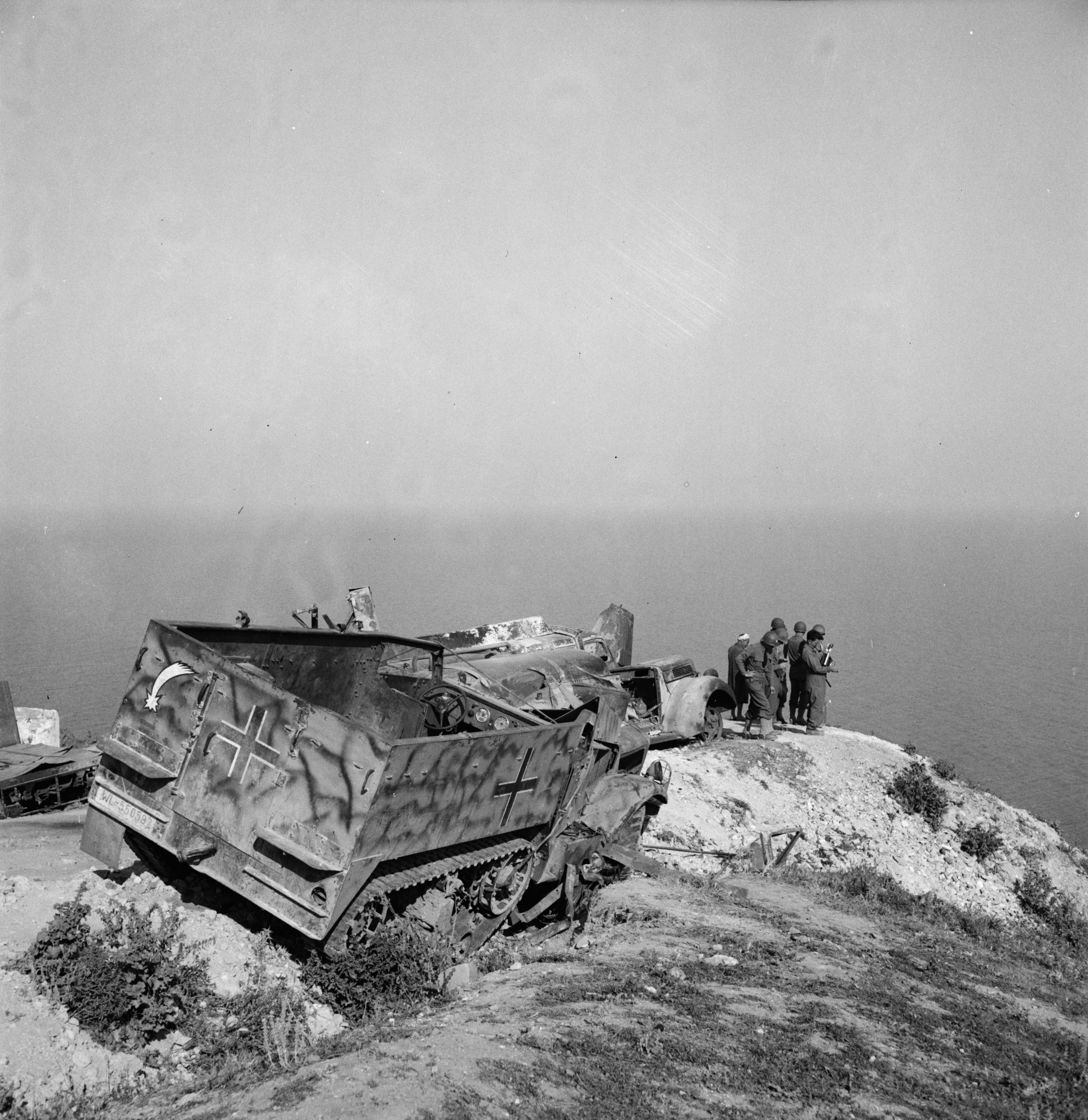
Alianccy żołnierze nad wybrzeżem Tunezji przy porzuconym niemieckim sprzęcie, w tym zdobycznym amerykańskim półgąsienicowym transporterze M3, maj 1943

Wojska Osi poniosły straty w wysokości od 170 000 do 180 000 ludzi; straty są niepewne, ale szacuje się, że armia niemiecka straciła 8500 zabitych podczas kampanii, a włoska 3700; kolejnych 40 000 do 50 000 żołnierzy Osi zostało rannych. W oficjalnej historii brytyjskiej, Playfair napisał, że alianci wzięli 238 243 jeńców w stanie zdolnym do walki: 101 784 Niemców, 89 442 Włochów i 47 017 innych. W 2004 roku Rick Atkinson napisał, że ćwierć miliona jeńców to rozsądny szacunek. Playfair napisał, że G. F. Howe, amerykański historyk, odnotował schwytanie 275 000 żołnierzy Osi, podczas gdy 18 Grupa Armii oszacowała liczbę jeńców na 244 500 (w tym 157 000 Niemców), Rommel natomiast szacował, że Niemcy trafili do niewoli w liczbie 130 000, a Arnim szacował, do niewoli poszło 100 000 Niemców i 200 000 Włochów.
Według ostatecznego raportu administracyjnego Abwicklungsstab GroupB (Tunis) z 30 września 1944 roku, dotyczącego w szczególności sił niemieckich w Tunezji, 95 943 niemieckich żołnierzy zostało zarejestrowanych jako jeńcy wojenni, 3238 poległo, 3293 zaginęło, los 2435 nadal pozostawał niewyjaśniony, a 25 152 powróciło z łącznej liczby 130 061 żołnierzy niemieckich w Tunezji zarejestrowanych na dzień 1 kwietnia 1943 roku.
Luftwaffe straciła ponad 2422 samoloty na śródziemnomorskim teatrze działań wojennych w okresie od listopada 1942 do maja 1943 roku (41% całkowitej siły). Zniszczono co najmniej 1045 samolotów; od 22 do 30 listopada 1942 roku Luftwaffe wykonała 1084 loty bojowe, tracąc 63 samoloty, w tym 21 zniszczonych na ziemi. Regia Aeronautica odnotowała stratę czterech samolotów. Od 1 do 12 grudnia Luftwaffe wykonała 1000 lotów bojowych i straciła 37 samolotów, w tym dziewięć na ziemi, podczas gdy Włosi odnotowali stratę kolejnych dziesięciu. Od 13 do 26 grudnia Luftwaffe wykonała 1030 lotów bojowych i straciła 17 samolotów, podczas gdy Włosi stracili trzy. Od 27 grudnia 1942 do 17 stycznia 1943 Luftwaffe straciła 47 samolotów; straty Regia Aeronautica w tym okresie są nieznane. Od 18 stycznia do 13 lutego Luftwaffe straciła kolejne 100 samolotów, straty włoskie również są nieznane. Od 14 lutego do 28 marca zostało zniszczonych 136 niemieckich samolotów, a Regia Aeronautica straciła kolejne 22. Od 29 marca do 21 kwietnia zniszczono 270 samolotów Luftwaffe, a 46 „sprawnych samolotów i niemal cała pozostała flota transportowa” została utracona. Od 22 kwietnia do końca kampanii Luftwaffe straciła 273 samoloty: 42 bombowce, 166 myśliwców, 52 samoloty transportowe, 13 samolotów rozpoznawczych Storch, a Włosi odnotowali stratę 17 samolotów; ponad 600 samolotów zostało zdobytych przez aliantów.